# Serge Gainsbourg
Pour les articles homonymes, voir Gainsbourg et Ginsburg.
Cet article possède un paronyme, voir Gainsborough.
 (février 2025).
Lucien Ginsburg, dit Serge Gainsbourg, né le 2 avril 1928 à Paris (4e arrondissement) et mort le 2 mars 1991 dans la même ville (7e arrondissement), est un auteur-compositeur-interprète français, artiste peintre, scénariste, réalisateur, metteur en scène, écrivain, acteur et cinéaste.
Il accède à la notoriété en tant qu'auteur-compositeur-interprète, abordant de nombreux styles musicaux. Il s'essaie également au cinéma et à la littérature, réalise plusieurs films et vidéo-clips et compose plus de quarante musiques de films. Au milieu des années 1950, il utilise les pseudonymes « Julien Gris », puis « Julien Grix » avant de choisir le nom de scène "Serge Gainsbourg". Dans les années 1980, il s'invente aussi un alter ego appelé « Gainsbarre ».
Ses débuts sur scène sont difficiles en raison de son physique. Toute sa vie, Serge Gainsbourg souffre de la peur d'être rejeté et de sa conviction qu'il est laid. Au fil des années, il se crée une image de poète maudit et provocateur, mais pas pour autant en marge du système. Les textes de ses chansons jouent souvent sur le double sens et illustrent son goût pour la provocation (Nazi Rock, Aux armes et cætera, Lemon Incest) et l'érotisme (Les Sucettes, Je t'aime… moi non plus, Love on the Beat), voire la scatologie (Vu de l'extérieur, La poupée qui fait, Des vents des pets des poums, Evguénie Sokolov), ce qui lui vaut de nombreuses polémiques. Serge Gainsbourg aime également jouer avec les références littéraires, comme Verlaine (Je suis venu te dire que je m'en vais) et, dans une certaine mesure, « recycler » des thèmes de musique classique (Initials B.B., Lemon Incest). Cependant, il considère la chanson et plus particulièrement les paroles, comme un « art mineur », car contrairement à la peinture, par exemple, aucune initiation n'est nécessaire pour l'apprécier. Il travaille, parfois jusqu'à l'obsession, la forme poétique de ses textes, les parsemant de rimes sophistiquées, de jeux de mots, d'allitérations et autres figures de style peu communes dans la musique populaire de son époque.
Auteur prolifique de chansons pour d'autres artistes, en particulier des femmes, Gainsbourg traverse la vie de chanteuses et actrices renommées, dont Brigitte Bardot, avec laquelle il a une brève liaison, ainsi que Jane Birkin, avec qui il va vivre pendant plus de douze ans, qui est sa principale muse, même après leur séparation et qui donne naissance à son troisième enfant, Charlotte Gainsbourg. Il influence considérablement certains artistes français, comme le groupe Taxi Girl, Renaud ou Étienne Daho, ainsi que des artistes non francophones tels que Beck, Mike Patton, le groupe Portishead ou le compositeur David Holmes.
Si sa notoriété à l'extérieur du monde francophone se limite aux professionnels de la musique, il réussit à classer deux de ses albums dans les meilleures ventes de disques aux États-Unis : d'une part Bonnie and Clyde avec Brigitte Bardot se classe 12e au Billboard 200 au cours de l'année 1968 et, d'autre part, Jane Birkin - Serge Gainsbourg se classe 196e au cours de l'année 1970. Sa chanson Je t'aime… moi non plus se classe 58e au Billboard Hot 100, malgré des diffusions à la radio limitées en raison de la censure, mais rencontre un plus grand succès encore au Royaume-Uni où elle se classe numéro 1 des ventes. Avec celles de la chanteuse belge Sœur Sourire et les albums francophones de Céline Dion, ces performances sont inégalées pour des chansons en langue française aux États-Unis.

## Biographie

### Jeunesse

#### Les années 1930: l'enfance
Lucien Ginsburg naît le 2 avril 1928 à Paris. Il est le deuxième de faux jumeaux (le premier est une fille s’appelant Liliane), et le fils d'immigrants juifs ashkénazes d'origine ukrainienne,,. Son père, Joseph Ginsburg (né à Constantinople (Empire ottoman) le 27 mars 1896 et mort le 22 avril 1971 dans le 16e arrondissement de Paris), d'abord intéressé par la peinture, entre toutefois au conservatoire de Petrograd, puis à celui de Moscou pour étudier la musique - il choisit le piano - puis encore, en Crimée. Il y rencontre Brucha Goda Besman (née à Théodosie le 15 janvier 1894 et morte à Paris le 16 mars 1985), surnommée Olia ou Olga, chanteuse mezzo-soprano qui devient son épouse le 18 juin 1918,. En 1919, Joseph et Olga Ginsburg fuyant la guerre civile et la dictature bolchévique, quittent Odessa, s'exilent en Géorgie, puis à Constantinople, avant de débarquer en France le 25 mars 1921 à Marseille puis de s'installer à Paris, où ils retrouvent le frère d'Olga, qui travaille pour la banque Louis-Dreyfus,(p11). Joseph devient alors pianiste de bar et de cabaret, tandis qu'Olga chante au conservatoire russe.
Les Ginsburg vivent au 35 rue de la Chine dans le 20e arrondissement. Ils ont en 1922 un premier fils, Marcel, qui meurt à seize mois d'une pneumonie ; puis, en 1926, une fille, Jacqueline ; et en 1928, des faux jumeaux, Liliane et Lucien (dont Olga voulut avorter sans y parvenir), nés à la maternité de l'Hôtel-Dieu de Paris dans l'île de la Cité. La famille Ginsburg obtient la nationalité française, le 9 juin 1932.

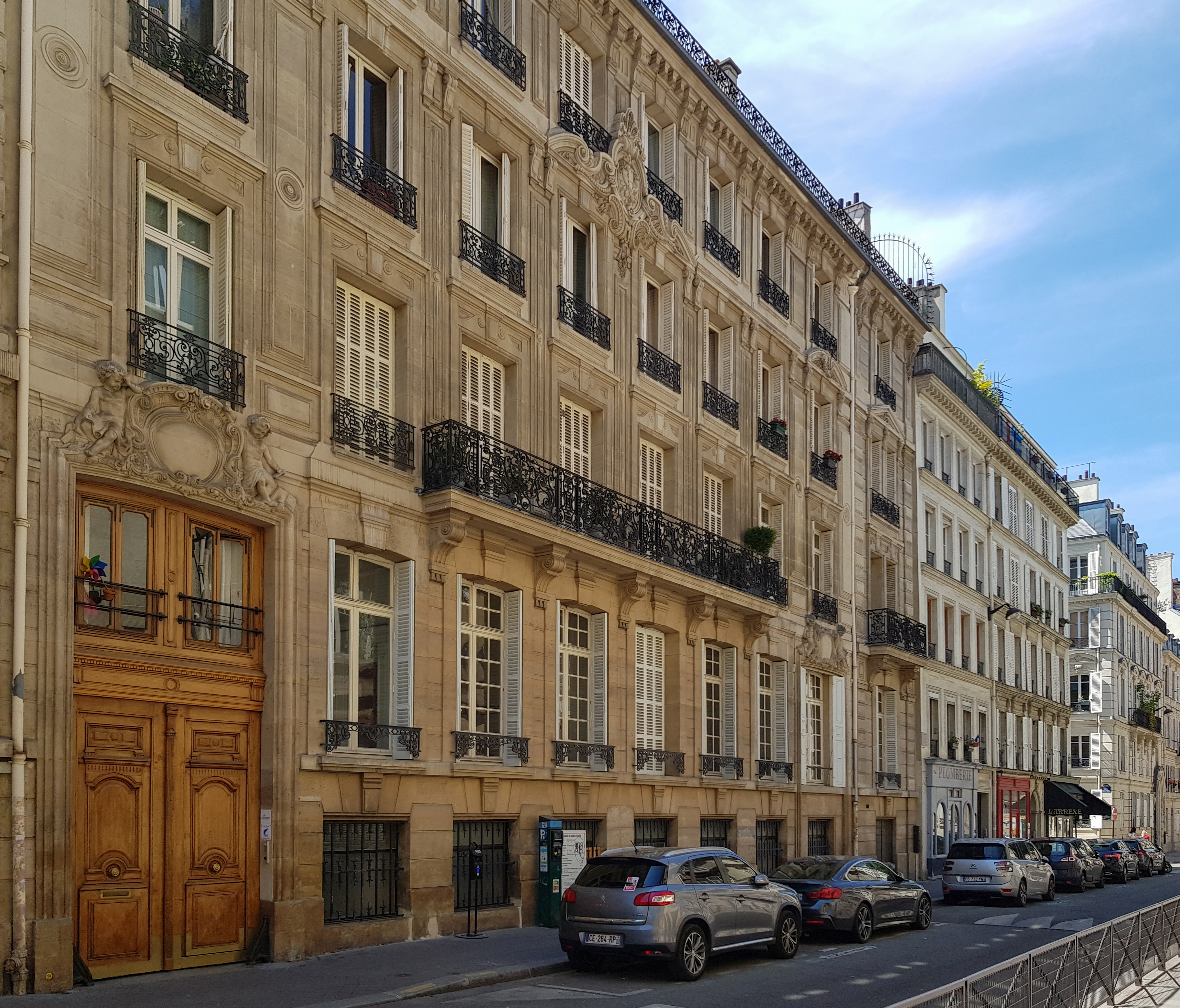
Juste après le no 9 qui fut l’hôtel particulier d’un marchand d'art Adolphe Goupil, on aperçoit le no 11 de la rue Chaptal où a vécu le petit Lucien Ginsburg et dont le rez-de-chaussée est occupé en 2019 par une plomberie.

Dans son enfance, Lucien vit dans les quartiers populaires de Paris : d'abord le 20e arrondissement, puis au 11 bis, rue Chaptal dans le 9e arrondissement. Son père lui enseigne le piano classique puis le pousse vers la peinture qui l'attirait lors de sa propre jeunesse. Le garçon le suit dans les concerts où il joue, dans des stations balnéaires huppées comme Arcachon, Deauville, Cabourg et Le Touquet,.

#### Sous l'Occupation nazie
En 1940, Lucien Gainsbourg est inscrit à l'École normale de musique de Paris, boulevard Malesherbes. Il a 12 ans et doit porter l'étoile jaune (« Une étoile de shérif », dira-t-il plus tard par dérision, ou « Je suis né sous une bonne étoile… jaune »). Au début de l'été 1941, sa famille se réfugie temporairement dans la Sarthe à Courgenard, au lieu-dit « La Bassetière », chez Baptiste et Irma Dumur. Le jeune Lucien est atteint d'une péritonite tuberculeuse. Les Ginsburg resteront attachés à la commune - les parents revenant y passer leurs vacances et Serge y rendant visite avec Jane Birkin, dans les années 1970.

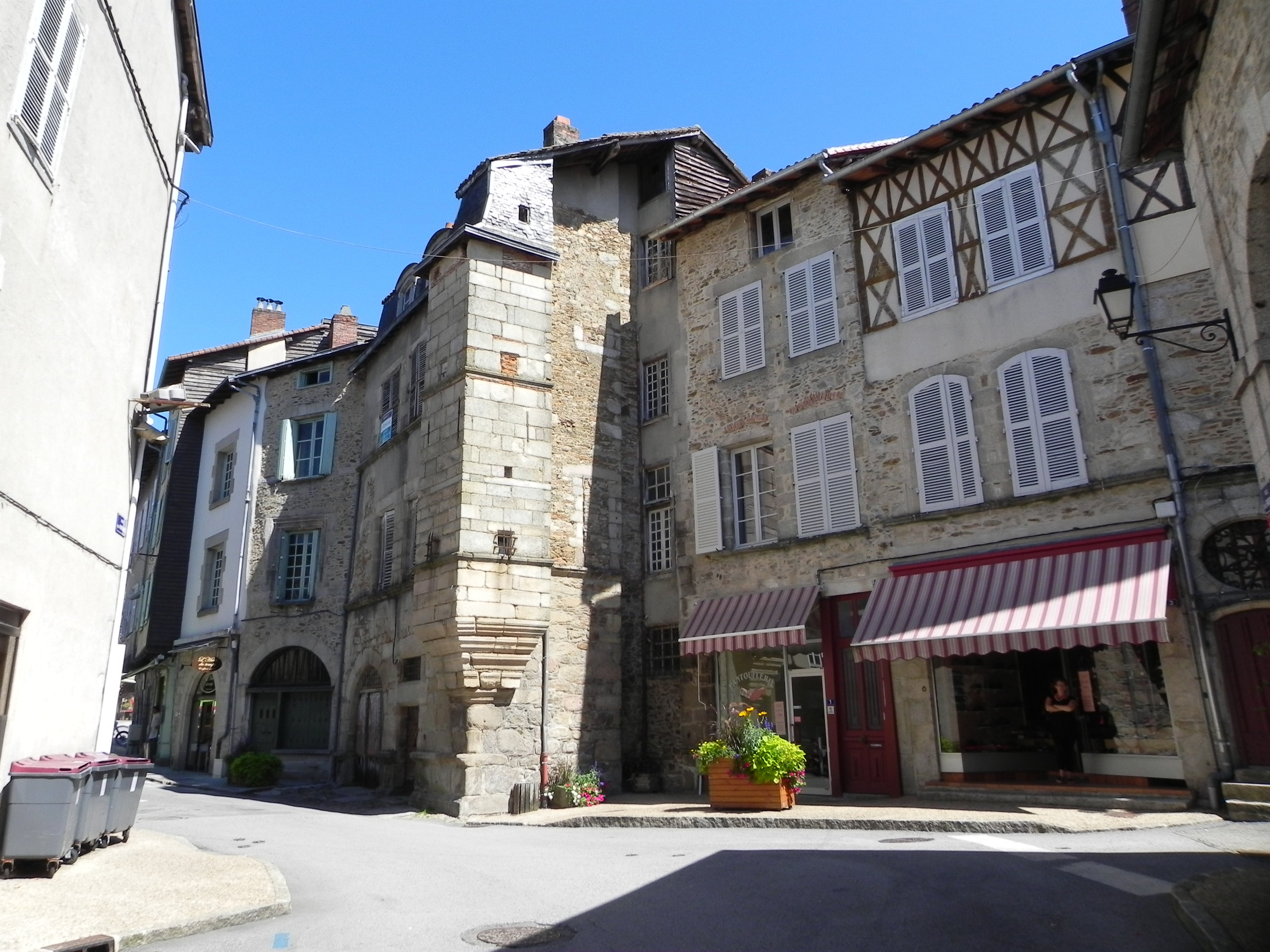
Vue de Saint-Léonard-de-Noblat où Lucien Ginsburg est scolarisé un temps, sous le pseudonyme de Lucien Guimbard, en pensionnat en classe de seconde dans le lycée local, pour échapper aux persécutions antisémites.

Les métiers artistiques étant interdits aux juifs durant la guerre et plus personne ne voulant l'engager comme pianiste, son père passe en zone libre en 1942 pour trouver du travail et échapper à la misère. Les contrôles de police devenant de plus en plus nombreux, toute la famille le rejoint en janvier 1944 à Limoges au 13 rue des Combes (devenu l'actuel 11), avec de faux papiers. Ils se réfugient au hameau du Grand Vedeix dans la commune de Saint-Cyr en Haute-Vienne, sous le nom de Guimbard. Les filles sont cachées chez les religieuses de l'école du Sacré-Cœur à Limoges et Lucien dans un collège public, à Saint-Léonard-de-Noblat. Il y reste pensionnaire pendant six mois sous sa fausse identité. Un soir, la Gestapo fait une descente dans l'établissement pour vérifier qu'aucun enfant juif ne s'y dissimule. Avertis, les responsables du pensionnat l'envoient se cacher seul dans la forêt, muni d'une hache pour se défendre, où il passe la nuit entière avec la peur d'être pris et tué. Il vivra par la suite avec le sentiment d'être un rescapé.
Durant ces années de guerre, la famille Ginsburg se voit retirer entièrement la nationalité française par une commission spéciale mise en place par le régime de Vichy qui les considère comme des « israélites sans intérêt national ». Sur l'un des rapports de la commission, retrouvé en 2010, on peut lire à propos de Joseph, le père de Serge : « Exerçant la profession de pianiste, le nommé Ginsburg, qui se déplace fréquemment réside actuellement à Lyon. […] Son fils Lucien est inscrit au collège Du Guesclin. […] Il ressort néanmoins que l’intéressé a quitté la capitale en 1941 pour la zone libre pour s’éviter des ennuis en raison de sa confession ». La commission tranche : « retrait général ». Serge Gainsbourg n'a jamais rien su de cette dénaturalisation.

#### Après la guerre: de la peinture à la musique

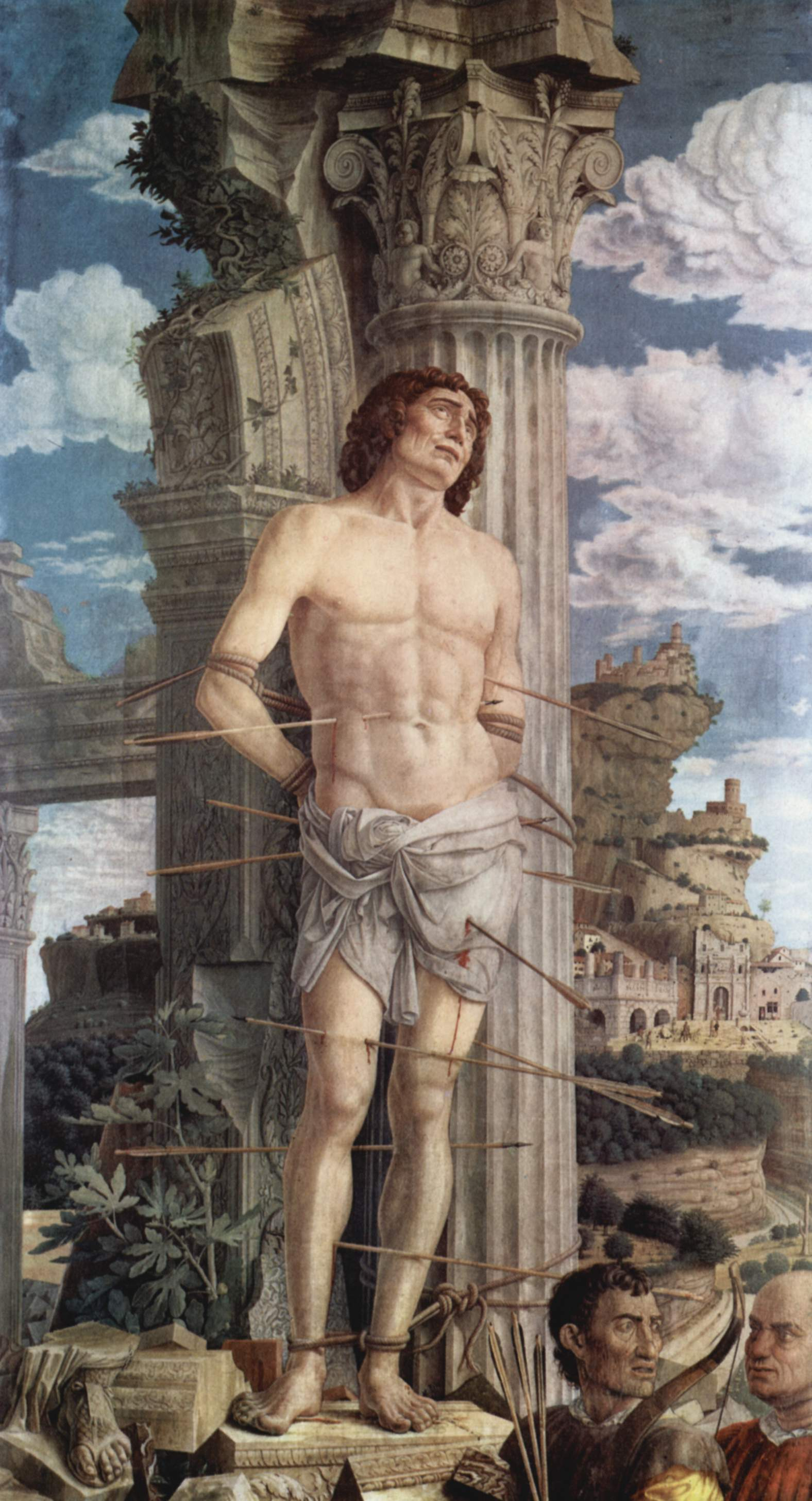
Le Martyre de saint Sébastien d'Andrea Mantegna au Musée du Louvre. Serge Gainsbourg découvre cette toile à l'âge de 14 ans environ et tombe en admiration devant cette figure de supplicié extatique.

De retour à Paris après la Libération, la famille s'installe au 55 avenue Bugeaud dans le 16e arrondissement. Lucien est en échec scolaire et abandonne peu avant le bac au lycée Condorcet (il a quitté l'établissement à l'été 1941, pour n'y revenir qu'à l’automne 1944). Il s'inscrit alors aux Beaux-Arts et fréquente l'Académie de Montmartre, où ses professeurs de peinture sont André Lhote et Fernand Léger, sans poursuivre jusqu'au bout cette première vocation trop peu rémunératrice. Le 5 mars 1947, à l'Académie de Montmartre, il rencontre sa future première femme, Élisabeth Levitsky, fille d'aristocrates russes qui a des accointances avec les surréalistes, en particulier Georges Hugnet dont elle a été la secrétaire ; il l'épouse le 3 novembre 1951.
L'année 1948 est une année importante pour Lucien. Il fait son service militaire à la caserne de Courbevoie (Hauts-de-Seine) au sein du 93e régiment d'infanterie, où il est envoyé régulièrement « au trou » pour insoumission. Privé de permission, il s'enivre au vin avec ses camarades de régiment – un premier contact avec l’alcool et l’alcoolisme. Durant cette même période, il apprend à jouer de la guitare[réf. nécessaire].
Jusqu'à 30 ans, Lucien Ginsburg vit de petits métiers. Il est, entre autres, professeur de dessin, de chant, surveillant, mais son activité principale est la peinture. Il aurait aimé être un génie de la peinture comme Francis Bacon ou Fernand Léger dont il fut l'élève. Il est particulièrement inspiré par le dadaïsme et notamment par Francis Picabia dont il citera régulièrement l’œuvre Jésus-Christ Rastaquouère.

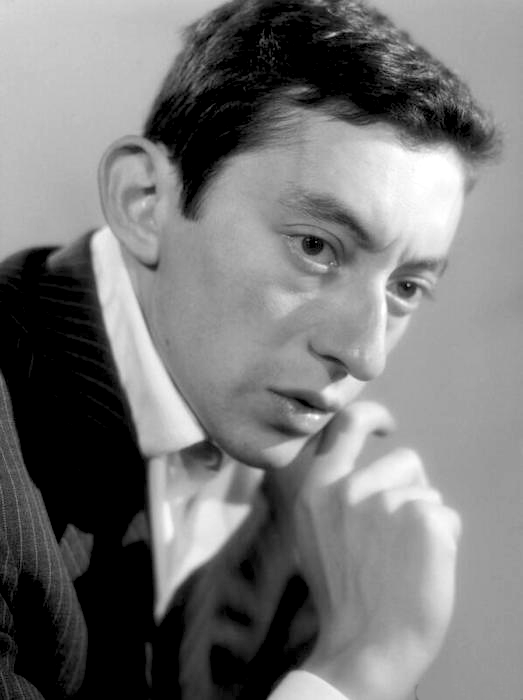
Serge Gainsbourg en 1959 (Studio Harcourt).

En 1952, il emménage avec Élisabeth Levitsky dans une chambre à la Schola Cantorum de Paris, rue Saint-Jacques, meublée d'un piano en piteux état, que Lucien répare pour pouvoir en jouer. Un jour, en rangeant leurs vêtements, Lucien et Elizabeth découvrent au fond d'un placard une porte donnant sur la salle de concert, où des groupes américains de jazz viennent enregistrer leurs disques. Depuis ce point de vue providentiel, Lucien observe, fasciné, prend des notes et délaisse petit à petit la peinture. En 1954, il abandonne la bohème pour devenir crooner de piano-bar dans les casinos de villes côtières comme Le Touquet Paris-Plage (où il joue au Club de la Forêt du restaurant Flavio) ou Deauville, ou encore dans des cabarets parisiens comme chez Madame Arthur, un cabaret transformiste pour lequel il compose des musiques de revues ainsi que des chansons restées inédites de son vivant pour lesquelles il remplace parfois le pianiste qui n'est autre que son père Joseph Ginsburg. Dès 1954, Lucien Ginsburg dépose ses titres à la SACEM, d'abord sous son nom, puis sous le pseudonyme de Julien Gris, évoluant en Julien Grix, puis, à partir d'avril 1957, sous son pseudonyme définitif de Serge Gainsbourg. Il expliquera que le prénom de Serge évoque la Russie et que les voyelles « A » et « O » ajoutées à son nom sont une réponse aux enseignants qui écorchent son patronyme, pour lui rappeler ses origines judéo-russes. Selon Jane Birkin, il a plus spécifiquement choisi ce nom en référence au peintre anglais Gainsborough, qu'il admirait.

### Premières années en musique

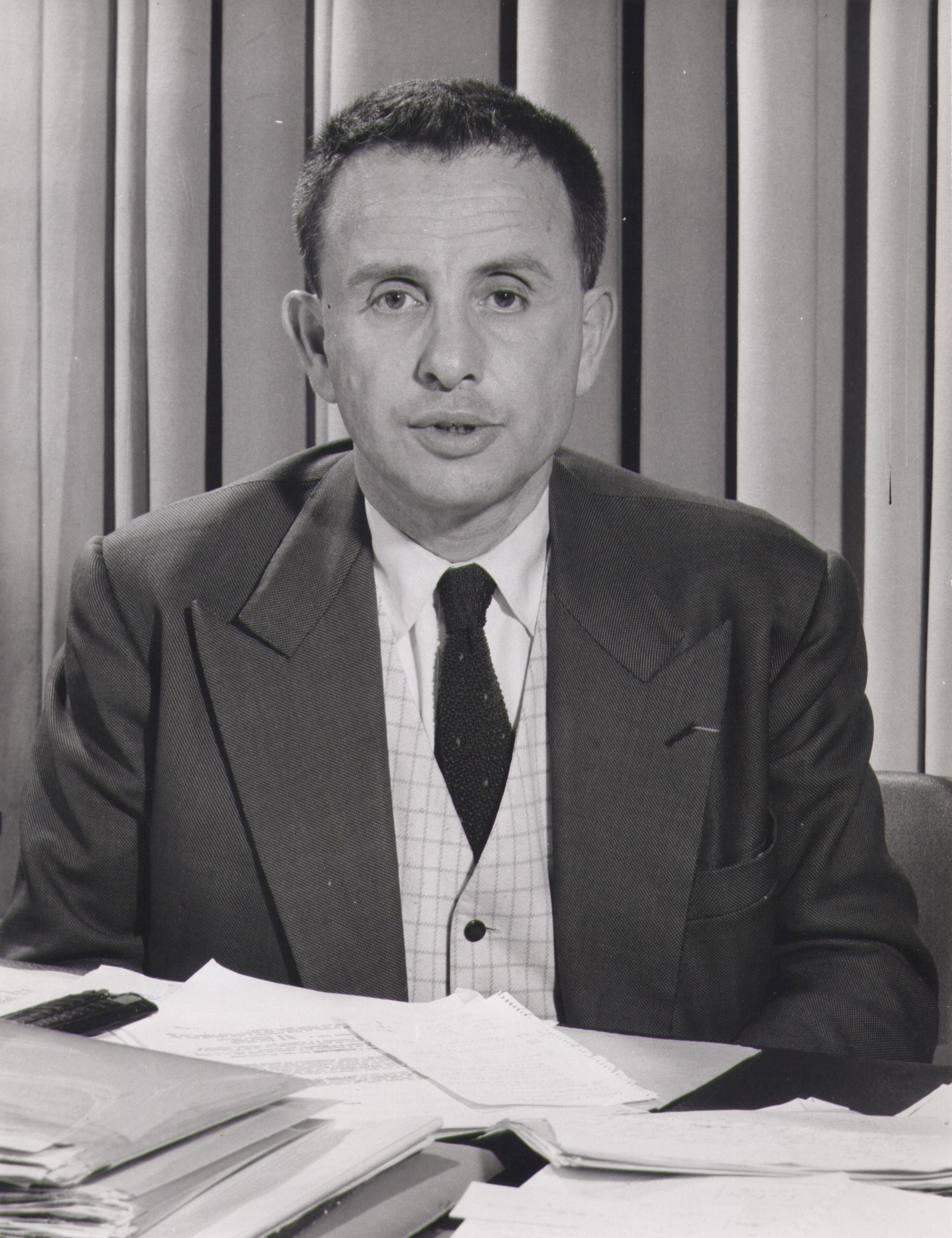
Jacques Canetti à son bureau en 1960.

#### Déclic en voyant Boris Vian
Il a une révélation en voyant, au cabaret Milord l'Arsouille, Boris Vian qui écrit et interprète des textes provocateurs, drôles, cyniques, loin du répertoire des vedettes du moment comme Dario Moreno ou Annie Cordy. Bientôt, en 1955, engagé comme pianiste d'ambiance pour jouer des standards du jazz, par Francis Claude, directeur artistique du cabaret, Serge Gainsbourg accompagne également à la guitare la chanteuse Michèle Arnaud qui perçoit en lui un style nouveau,. En 1957, par hasard, Michèle et Francis découvrent avec stupéfaction les compositions de Gainsbourg en allant chez lui voir ses toiles. Le lendemain, Francis Claude pousse Serge sur scène. Mort de trac, il interprète son propre répertoire dont Le Poinçonneur des Lilas. Claude le présente dans son émission sur les ondes de Paris-Inter, le 5 janvier 1958 ; puis il le présente à Jacques Canetti, alors directeur du théâtre des Trois Baudets et directeur artistique des Disques Philips.
Pour Canetti, la ressemblance entre Boris Vian et Serge Gainsbourg est troublante : le même trac, la même élégance, une vision cynique de l'époque. Jacques Canetti prend en main la carrière naissante de Serge Gainsbourg, lui proposant de chanter aux Trois Baudets et dans les tournées qu’il organise avec Jacques Brel, Guy Béart ou Raymond Devos, avec son style si éloigné de ceux de Montand, Bécaud ou Brassens. L’adjoint de Canetti chez Philips, Denis Bourgeois, déploie une patience d’araignée pour l’aider à percer dans le disque. Michèle Arnaud est la première interprète célèbre de l'auteur-compositeur Serge également interprété par son fils Dominique Walter, pour un disque sorti en 1966. La chanteuse enregistre dès 1958, plusieurs titres : La recette de l'amour fou, Douze belles dans la peau également chantée par Simone Bartel à la même époque, Jeunes femmes et vieux messieurs et La femme des uns sous le corps des autres. Dès lors, Gainsbourg fait ses premières armes, composant de nombreuses chansons et même une revue musicale. Il décide alors d'abandonner la peinture pour se consacrer à la composition musicale et détruit la quasi-totalité de ses toiles, au grand dam de son épouse qui ne lui pardonnera jamais cet « autodafé ». Il se lance aussi dans une cour effrénée auprès des femmes, qu'il séduit en grand nombre, ce qui l'éloigne d'Élisabeth ; ils divorcent en octobre 1957, six ans après leur mariage.

#### Premiers albums avec Alain Goraguer

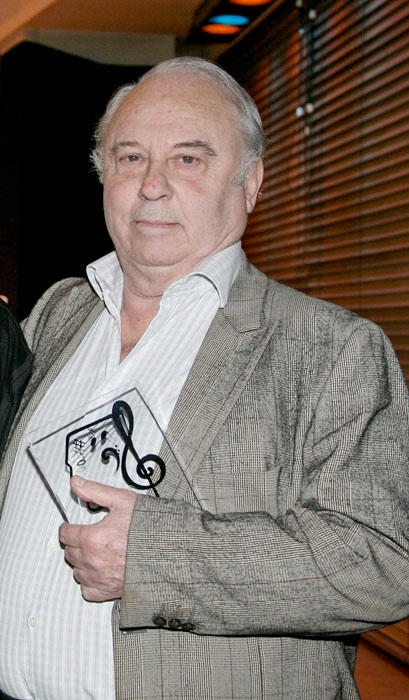
Alain Goraguer en 2016.

En studio, Serge Gainsbourg commence sa fructueuse collaboration avec Alain Goraguer, déjà arrangeur musical de Boris Vian. Son premier album Du chant à la une !…, sorti en 1958, qui contient Le Poinçonneur des Lilas, son premier succès d’estime (tout de suite repris par les Frères Jacques), impressionne mais est un échec commercial. En effet, s’il est vendu à quelques centaines d’exemplaires et est boudé par le public, il est cependant remarqué par Marcel Aymé, qui dit que ses chansons « ont la dureté d'un constat ». Aussi, Boris Vian écrit-il, en 1958, soit un an avant sa mort, un éloge à l’endroit de Gainsbourg dans un article du Canard enchaîné puis le compare aussi à Cole Porter. Enfin, cet album est récompensé par le Grand Prix de l'Académie Charles Cros, l'année suivante.
Les albums suivants (No 2 en 1959, L'étonnant Serge Gainsbourg en 1961 et No 4 en 1962), toujours réalisés avec Alain Goraguer, rencontrent le même destin que son premier album. Toutefois, Gainsbourg rencontre son premier succès commercial en 1960, avec le simple L'Eau à la bouche (chanson-titre du film du même nom), vendu à 100 000 exemplaires.
Lorsque l'époque des yéyés arrive, il a 32 ans et n'est pas très à l'aise : passant en première partie de Jacques Brel ou de Juliette Gréco, il est la risée du public et des critiques, qui se moquent de ses grandes oreilles et de son nez proéminent. Débute, avec Gréco, une collaboration qui dure toute cette période « Rive gauche », dont le point d'orgue sera La Javanaise à l'automne 1962. Pour Philippe Clay, auquel il ressemble de façon troublante, il écrit en 1962 Chanson pour tézigue et, en 1965, Lily taches de rousseur. En 1964, ils apparaissent dans l'émission télévisée Demandez le programme pour deux duos (L'Accordéon et L'Assassinat de Franz Lehár).
Il rencontre le guitariste Elek Bacsik et le contrebassiste Michel Gaudry et leur propose de collaborer avec lui, d’abord pour des représentations au théâtre des Capucines de Paris dans le cadre des « mardis de la chanson », en octobre 1963, puis, un mois après, pour l’enregistrement de Gainsbourg Confidentiel. Cet album empreint du jazz d'avant-garde plaît tant à Gainsbourg mais, il le sait, cette œuvre ne lui permettra jamais d'accéder au succès. Ce disque ne se vend qu'à 1 500 exemplaires. Dès la sortie du studio, il déclare : « Je vais me lancer dans l'alimentaire et m'acheter une Rolls ». Son album suivant, Gainsbourg Percussions, inspiré (parfois directement – et sans se soucier des droits d'auteur) des rythmes et des mélodies de Miriam Makeba et de Babatunde Olatunji, se démarque pourtant à nouveau de la vague yéyé. Mais là aussi, l'artiste rencontre un nouvel échec (plus important que Confidentiel). Cet album est la dernière collaboration de l'artiste avec Alain Goraguer avant de se diriger vers de nouveaux horizons musicaux plus pop.
En février 1965, la chanteuse Barbara propose à Gainsbourg de faire une série de concerts avec elle, mais devant l'hostilité du public, ce dernier décide de cesser cette collaboration. Il ne remontera pas sur scène avant 1979.

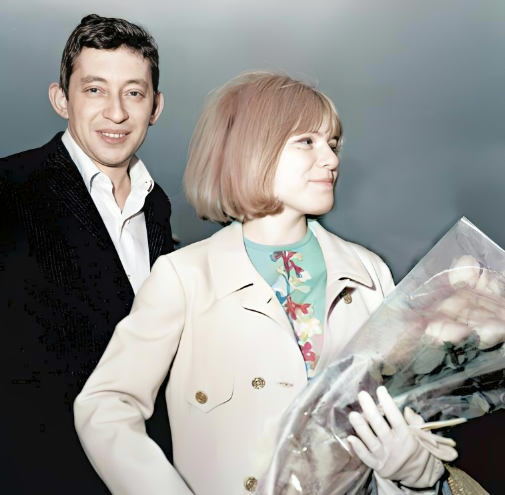
À partir de 1964., Gainsbourg signe plusieurs chansons de France Gall.
TIA

#### Grand prix de l'Eurovision, pour la chanson composée pour France Gall et virage «yéyé»

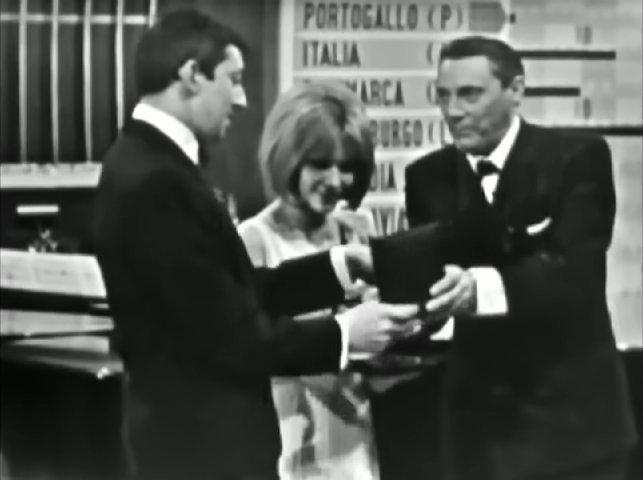
Serge Gainsbourg et France Gall recevant le Grand Prix du Concours eurovision de la chanson 1965 gagné avec Poupée de cire, poupée de son.

En écrivant pour Juliette Gréco (Accordéon, La Javanaise) et Petula Clark (La Gadoue), il rencontre ses premiers succès mais Françoise Hardy (Comment te dire adieu) et surtout France Gall lui permettent de réussir à séduire un public jeune. Après avoir chanté quelques titres à succès (N'écoute pas les idoles, Laisse tomber les filles), France Gall remporte, le 20 mars 1965, le grand Prix du Concours Eurovision de la chanson, avec le titre Poupée de cire, poupée de son, écrit par Serge Gainsbourg à la demande de Maritie et Gilbert Carpentier. La chanson lauréate devient un tube international que France Gall enregistre même en japonais,. Serge Gainsbourg écrit aussi pour France Gall, en 1966, Baby Pop et Les Sucettes – dont le double sens évoquant la fellation provoque un premier scandale.

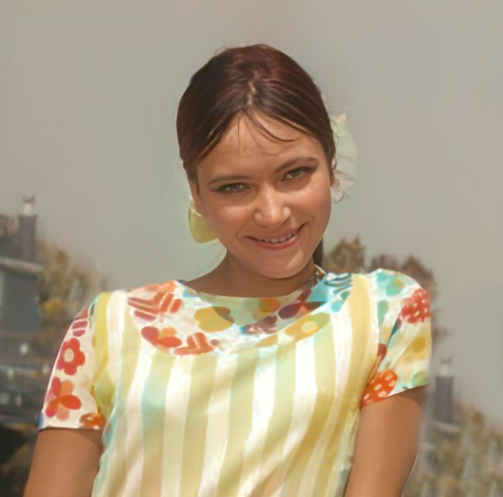
Anna Karina qui interprète le téléfilm Anna et les chansons signées Gainsbourg.
TIA

En tant qu'interprète, il entre à part entière chez les « yéyés » avec les 45 tours Qui est « in » qui est « out », paru en janvier 1966 et Comic Strip, paru en juillet 1967, enregistrés à Londres et qui ont tous deux rencontré le succès (le premier étant souvent passé dans l'émission Salut les copains). Serge Gainsbourg figure ainsi, en avril 1966, sur la « photo du siècle » regroupant quarante-six vedettes françaises du mouvement yéyé (dont France Gall). Cette photographie est prise par Jean-Marie Périer au Studio Mac Mahon pour le magazine Salut les copains.
La même année, il écrit et compose la bande originale de la comédie musicale Anna tournée pour la télévision, diffusée en janvier 1967 et interprétée par Anna Karina, pour laquelle il signe notamment la chanson Sous le soleil exactement.

#### Hymne pour Tsahal durant la guerre des Six Jours

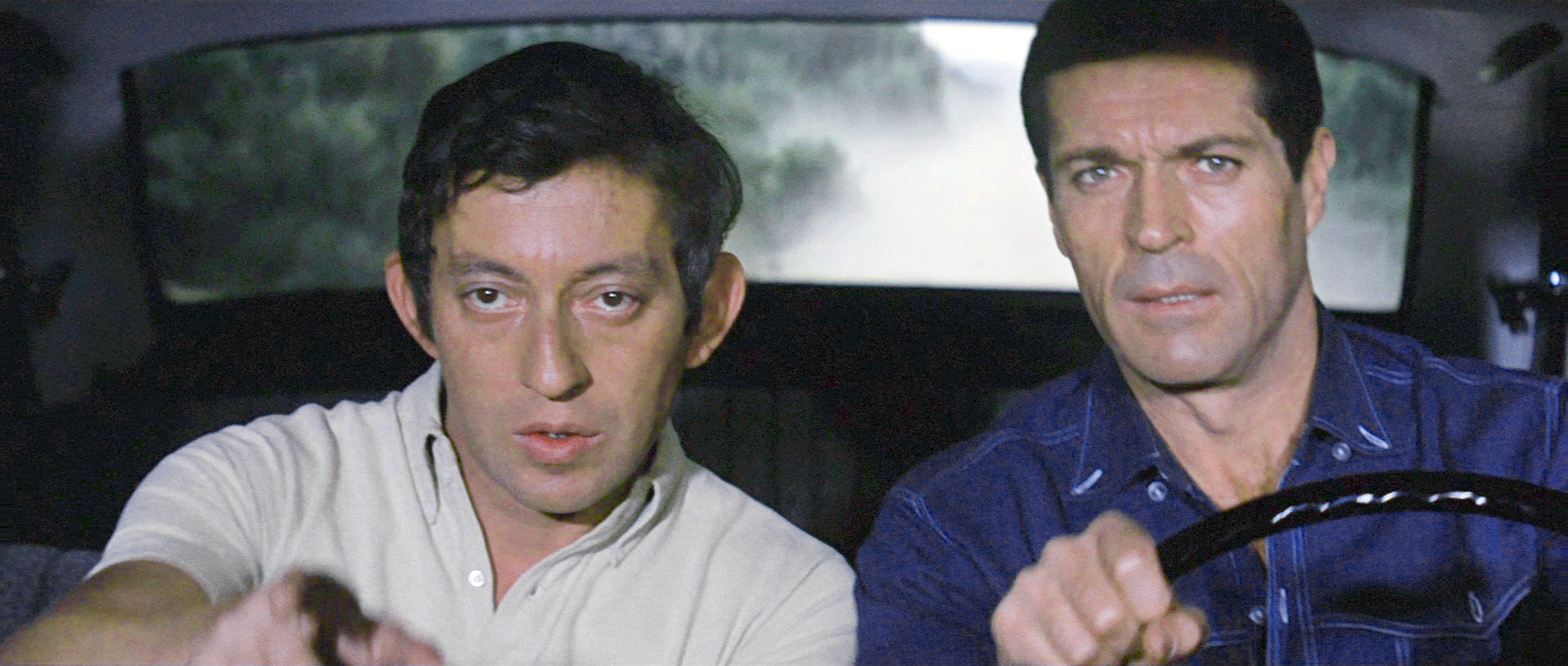
Acteur en 1966, aux côtés de Frederick Stafford, à Cinecittà en Italie.

En 1967, l'artiste écrit Le Sable et le Soldat en soutien à Tsahal pendant la guerre des Six Jours. Ce travail est réalisé à la demande de l’attaché culturel de l’ambassade d'Israël, qui souhaite envoyer une marche militaire nouvelle pour remonter le moral des troupes israéliennes, à la veille pressentie de violents combats. La maquette du texte est écrite en français : elle est enregistrée en direct en moins de deux minutes, avec un accompagnement mélodique d'orgue électrique, le 6 juin 1967. La traduction en hébreu ne sera pas enregistrée. Confiée à la navette diplomatique de l'ambassade, la bande magnétique du morceau prend l'avion pour Tel Aviv en Israël. Après ce conflit armé éclair, l'enregistrement reste dans les archives de la radio Kol Israël. Vingt-cinq années plus tard, le collectionneur Jean-Gabriel Le Nouvel, qui en connaît l'existence, effectue des recherches très approfondies pour localiser la précieuse bande et l'exhume des archives. La version initiale restaurée a fait l'objet d'une radiodiffusion en exclusivité par les studios de la RCJ en 2002,. Puis, le label Kol Record se charge d'assurer la production et l'enregistrement de l'adaptation inédite du titre en hébreu, titrée Al Holot Israel, interprétée par la chorale de Tsahal,.

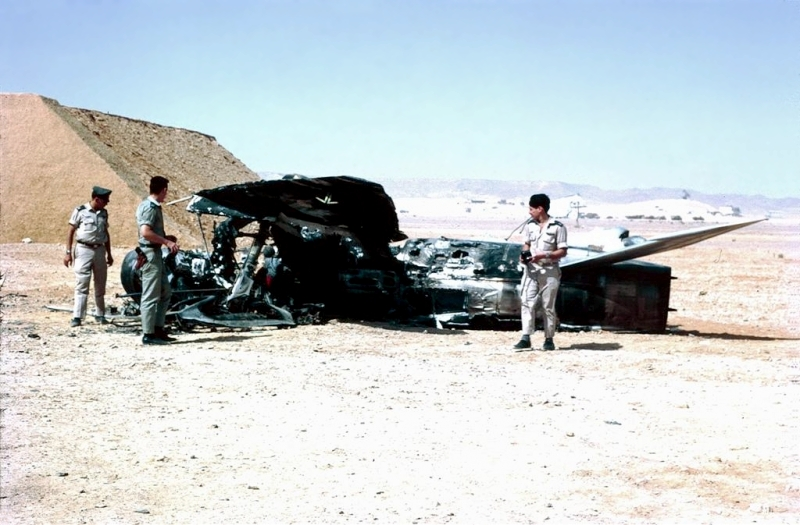
Officiers israéliens près d'un Mikoyan-Gourevitch MiG-21 égyptien détruit à l'(juin 1967).

Les paroles de cette chanson étonneront beaucoup de monde lors de sa diffusion. Ainsi, le magazine Tribune juive publie, dans un article : « […] Et pourtant, Gainsbourg n'était pas attaché à Israël. D'ailleurs, il n'y a jamais mis les pieds. Et lorsqu'il parlait de ses racines, il préférait évoquer la Russie de ses parents. Peut-être avoue-t-il dans cette chanson ce qu'il n'a jamais osé dire ? […] Personne ne se doutait que Gainsbourg, même s'il ne s'est jamais caché d'être juif - « Je suis né sous une bonne étoile… jaune », disait-il -, avait écrit une chanson si engagée pour le jeune État d'Israël à l'issue de la guerre des 6 jours et de la libération de Jérusalem… ».
De son vivant, Gainsbourg s'exprime peu sur Israël, et parfois de façon contradictoire. Le 3 novembre 1982, lorsque Noël Simsolo invite Gainsbourg sur France Culture dans « Une journée avec Serge Gainsbourg » diffusée le même jour, ce dernier dit : « Me battre pour mes origines juives ? Pourquoi pas, mais je ne vois pas où… moi, je suis un ashkénaze, je ne suis pas un mec d’Israël ». Pourtant, interviewé par Patrick Bouchitey en 1981 sur Carbone 14, il déclare à propos de cette chanson, avoir failli aller en Israël en 1967 pour se faire tuer : « Tu serais vraiment allé te battre ? — Oui, si ça tournait mal… Non, pas me battre, me faire tuer ! Oui, d'instinct, de par mes racines ».

#### Muses et nouvelles passions amoureuses

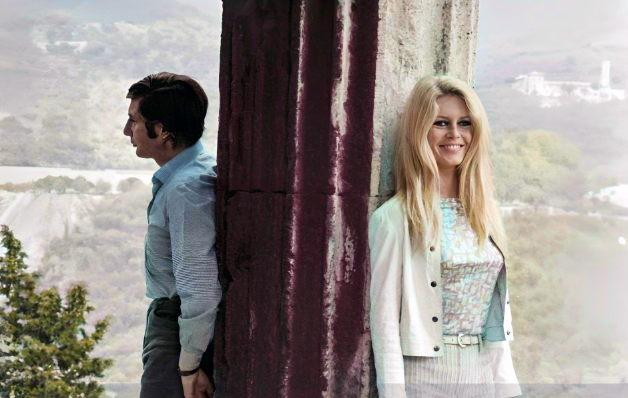
Brigitte Bardot en 1967, alors mariée avec Gunter Sachs, en Italie avant de se lier avec Gainsbourg.

À la fin de 1967, il vit une passion, courte mais intense, avec Brigitte Bardot, à qui il dédie la chanson Initials B.B., après lui avoir écrit plusieurs titres emblématiques : Harley Davidson, Bonnie and Clyde, Je t'aime... moi non plus. L'enregistrement de ce dernier titre avec elle en décembre 1967, gardé secret par Serge Gainsbourg à la demande de Brigitte Bardot (laquelle est alors mariée à Gunter Sachs), ne sortira qu'en 1986 mais la chanson est rendue célèbre l'année suivante, réenregistrée en duo avec Jane Birkin.
Le 2 janvier 1968 Serge publie le disque Bonnie & Clyde, réalisé en duo avec elle. Il contient quatre chansons issues du répertoire de Bardot, sept issues du répertoire de Serge et un inédit chanté en duo qui est la chanson titre de l’album. Après la séparation, Serge publie l'album Initials B.B. qui comporte, en plus de quatre inédits (dont la chanson homonyme), le titre Bonnie & Clyde et le contenu des 45 tours Qui est « in » qui est « out » et Comic Strip. Cet album aux sonorités pop résume parfaitement la période de l'artiste entre 1966 et 1968 et remplace Bonnie & Clyde, qui ne comporte qu’un seul inédit.

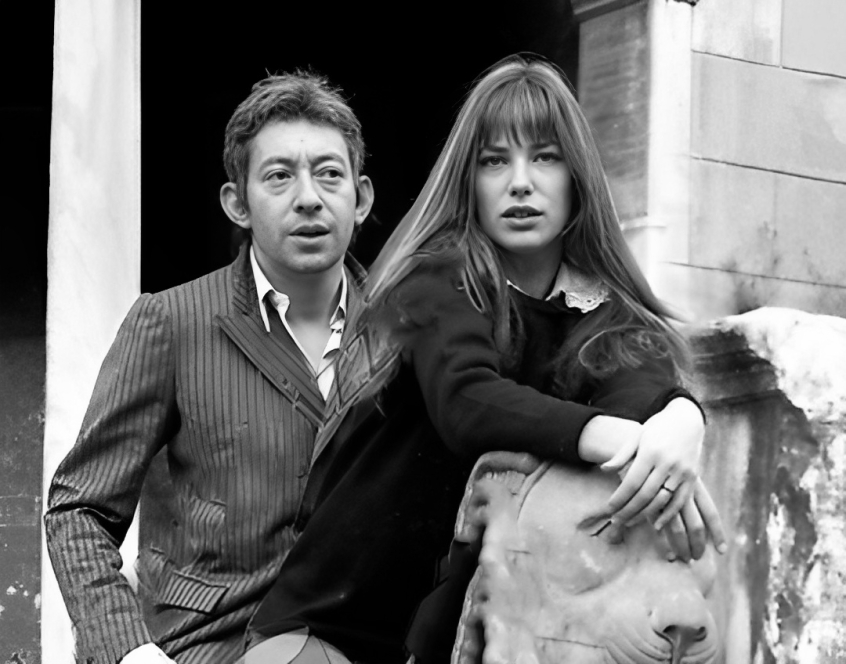
Avec Jane Birkin en 1974, en Italie.

Sur le tournage du film Slogan, de Pierre Grimblat, en 1968, il rencontre Jane Birkin, récemment séparée du compositeur John Barry dont elle vient d'avoir une fille, Kate Barry. Il lui fait chanter Je t'aime… moi non plus et 69 année érotique, devenus d'immenses succès. Ils deviendront pendant dix ans un couple très médiatique, régulièrement à la une des médias, chacun enchaînant disques et tournages, concerts et apparitions photographiques. Dans ce contexte, l'album Jane Birkin - Serge Gainsbourg réalisé en duo est publié en 1969, pour lequel le couple se partage les chansons. L'album comprend en plus les musiques de film Manon et Elisa qui ont rencontré toutes deux le succès, à leur sortie en 1968.
Gainsbourg dédie également à sa nouvelle compagne le titre Jane B, au thème musical largement inspiré par le prélude en mi mineur Opus 28 no 4, de Frédéric Chopin. Il a, d'ailleurs, fait tout au long de sa carrière de nombreux emprunts à la musique classique, généralement non crédités, – voir ci-dessous à la section « Emprunts et plagiats » – et il sera à son tour fréquemment échantillonné sur des morceaux de rap, par exemple par MC Solaar pour Nouveau Western.

### Les années 1970: décennie majeure

#### Temps des albums-concepts
Cette section ne s'appuie pas, ou pas assez, sur des sources secondaires ou tertiaires indépendantes du sujet. Le texte peut contenir des analyses inexactes ou inédites de sources primaires.
Pour l'améliorer, ajoutez-en, ou placez des modèles {{Source secondaire souhaitée}} ou {{Source secondaire nécessaire}} sur les passages mal sourcés. (août 2021)
Les années 1970 sont marquées par l'écriture et la composition de quatre albums importants : Histoire de Melody Nelson en 1971, Vu de l'extérieur en 1973 (avec son tube Je suis venu te dire que je m'en vais, qui évoque des vers de Verlaine), Rock around the bunker en 1975 et L'Homme à tête de chou en 1976 (avec ses sulfureuses Variations sur Marilou).

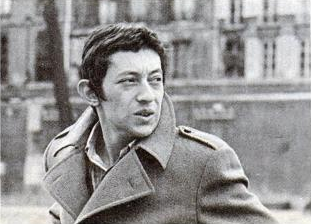
Serge Gainsbourg le 1er mai 1971

Si ces albums rencontrent peu de succès commercial, les radios étant réticentes à diffuser ce chanteur réputé « difficile » car en porte-à-faux avec l'air du temps, ils le hissent à l'avant-garde de la chanson française. Histoire de Melody Nelson est accueilli par la presse comme « le premier vrai poème symphonique de l'âge pop » ; produit et arrangé par Jean-Claude Vannier et influencé par la scène rock anglaise (plus particulièrement la mouvance progressive rock alors en plein essor), cet album-concept, avec ses subtiles orchestrations de guitares, de cordes et de chœurs, raconte l'histoire tragique d’une idylle entre un homme mûr et une nymphette, en écho au roman Lolita de Vladimir Nabokov, dont Gainsbourg est un admirateur inconditionnel et qu'il évoquera souvent par la suite (notamment à travers le personnage de Samantha sur You're Under Arrest). Cet album aura une influence considérable sur des artistes comme le groupe Air, David Holmes, Jarvis Cocker, Beck et Dan the Automator.
En mai 1973, Serge Gainsbourg, victime d’une crise cardiaque, la transforme en coup promotionnel provocateur : il annonce à la presse, depuis son lit d’hôpital, qu'il va réagir « en augmentant sa consommation d'alcool et de cigarettes ». Il continue de fait à boire et à fumer, fidèle au personnage décadent qu’il se façonne avec complaisance. Durant la même année, paraît l'album Vu de l'extérieur, qui met en avant l'intimité tant du son que du texte qui évoque également la scatologie. L'album est un échec commercial, tout comme le nouveau duo La Décadanse avec Jane Birkin sorti en single qui s'inspire du tube Je t'aime… moi non plus.
En 1975, sort Rock Around the Bunker, album enregistré à Londres, dont plusieurs titres (Nazi rock, SS si bon, Tata teutonne) paraissent une provocation excessive aux yeux des programmateurs, mais dont il dira « pour moi cet album était évidemment un exorcisme ».
Il compose également des tubes plus légers comme L'Ami Caouette. L'année suivante, sort son nouvel album-concept L'homme à tête de chou, où il raconte à nouveau une histoire d'amour tragique, cette fois entre un homme travaillant dans un journal et une coiffeuse. Après un nouvel échec commercial avec le single My Lady Héroïne en 1977, Gainsbourg fait une incursion dans le disco alors en vogue en 1978 avec le single Sea, Sex and Sun (qui sera réutilisé dans le film Les Bronzés) qui rencontre un grand succès. En 1979, il rejoint le groupe rock Bijou sur scène et paraît ému quand le jeune public rock lui fait une ovation.

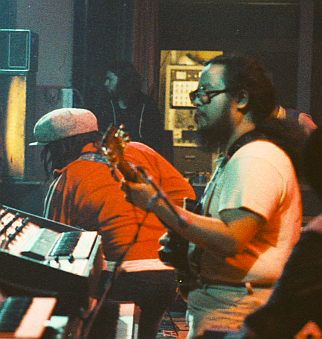
Mikey « Mao » Chung en tournée ici avec Peter Tosh (1978), il assure le piano et les guitares sur l’album jamaïcain Aux armes et cætera.

#### La Marseillaiseen reggae
Il cultive son aura d'artiste culte en participant à de nombreux films dits d'auteur. Mais, s'il est considéré par la critique comme un acteur de talent, il ne tourne pratiquement que dans des films au succès confidentiel et n'accède pas dans ce domaine à la reconnaissance du grand public. En 1976, il se lance pour la première fois dans la réalisation cinématographique. Son film Je t'aime moi non plus obtient très vite une réputation sulfureuse, avec un scénario audacieux touchant aux tabous de l'homosexualité et de la sodomie. Il réalise trois autres films qui obtiennent peu de succès, les sujets abordés étant souvent provocateurs, que ce soit l'inceste (Charlotte for Ever en 1986) ou l'exhibitionnisme (Stan the Flasher en 1990).

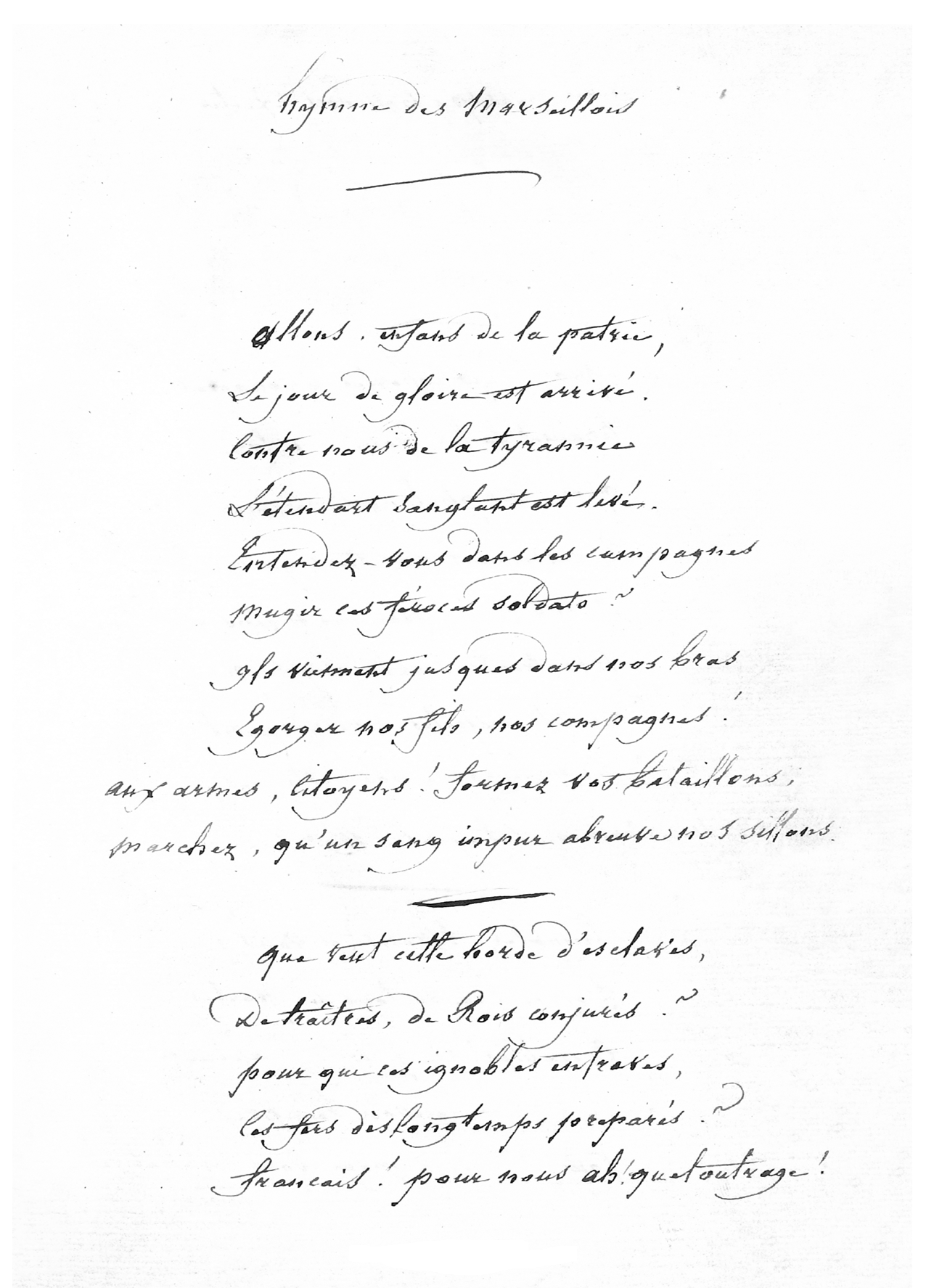
Page originale extraite du manuscrit La Marseillaise acheté par Serge Gainsbourg.

En 1979, son nouvel album reggae Aux armes et cætera, enregistré à Kingston avec Sly and Robbie et les I Threes (choristes de Bob Marley), devient disque de platine en quelques mois. La Marseillaise (reggae) choque. Michel Droit, qui écrit dans le Figaro Magazine un article virulent dénonçant les Juifs qui, par leurs provocations, peuvent déclencher des réactions d'antisémitisme ; Serge Gainsbourg répondra par voie de presse et par le calembour « On n'a pas le con d'être aussi Droit ».
Pour répondre aux polémiques dont il devient peu à peu l'objet et qui le touchent profondément dans son estime, le 13 décembre 1981, Gainsbourg riposte en achetant le manuscrit original de La Marseillaise (135 000 F, soit 100 000 euros de 2021), vendu aux enchères à Versailles. Ce manuscrit original, suprême triomphe pour Serge Gainsbourg dans ce conflit, comporte de la main même de l'auteur Rouget-de-l'Isle le fameux « Aux armes, etc. ». Peu de temps après, lors d'un concert, cet événement médiatisé par les journaux télévisés permettra cette fois à Serge Gainsbourg d'avoir les parachutistes militaires de son côté, faisant ainsi définitivement taire les rumeurs malveillantes au sujet de son manque de patriotisme.

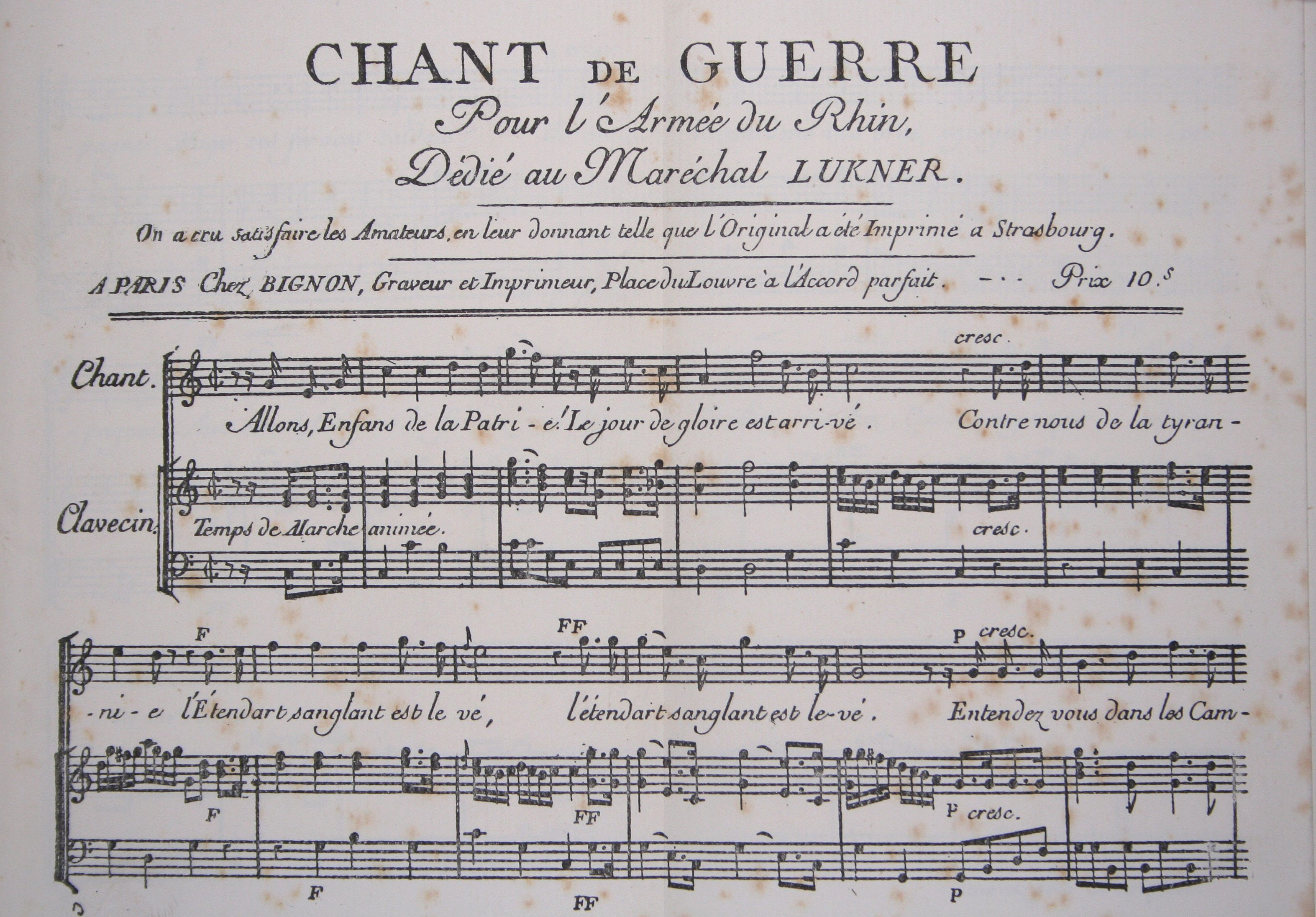
La Marseillaise, partition du XIXe siècle.

En effet, la salle de concert de Strasbourg où il doit se produire est investie par des membres d'une association d'anciens parachutistes militaires, qui désapprouvent sa version de La Marseillaise, mais Gainsbourg garde tout son sang-froid. Il prend les paras au dépourvu en chantant a cappella et, le poing tendu, la version originale de l'hymne français ; après un moment de flottement, les paras se sentent de ce fait obligés de se mettre au garde à vous, comme en témoignent les bandes d'actualités de l'événement. « J'ai mis les paras au pas ! », s'amusera-t-il dans l'émission Droit de réponse de Michel Polac ; et, de fait, les paras, estimant avoir obtenu réparation, se retirent. Gainsbourg poursuit une tournée triomphale, de nouveau accompagné de Sly and Robbie et des I Threes. Un double CD, Gainsbourg et cætera, réunissant de nouveaux mixages de l'intégrale d'un concert au théâtre le Palace de Paris, restitue ce qui reste parfois considéré son meilleur enregistrement en public avec les concerts au Casino de Paris qui suivront quelques années plus tard.

### Années 1980: naissance de «Gainsbarre»

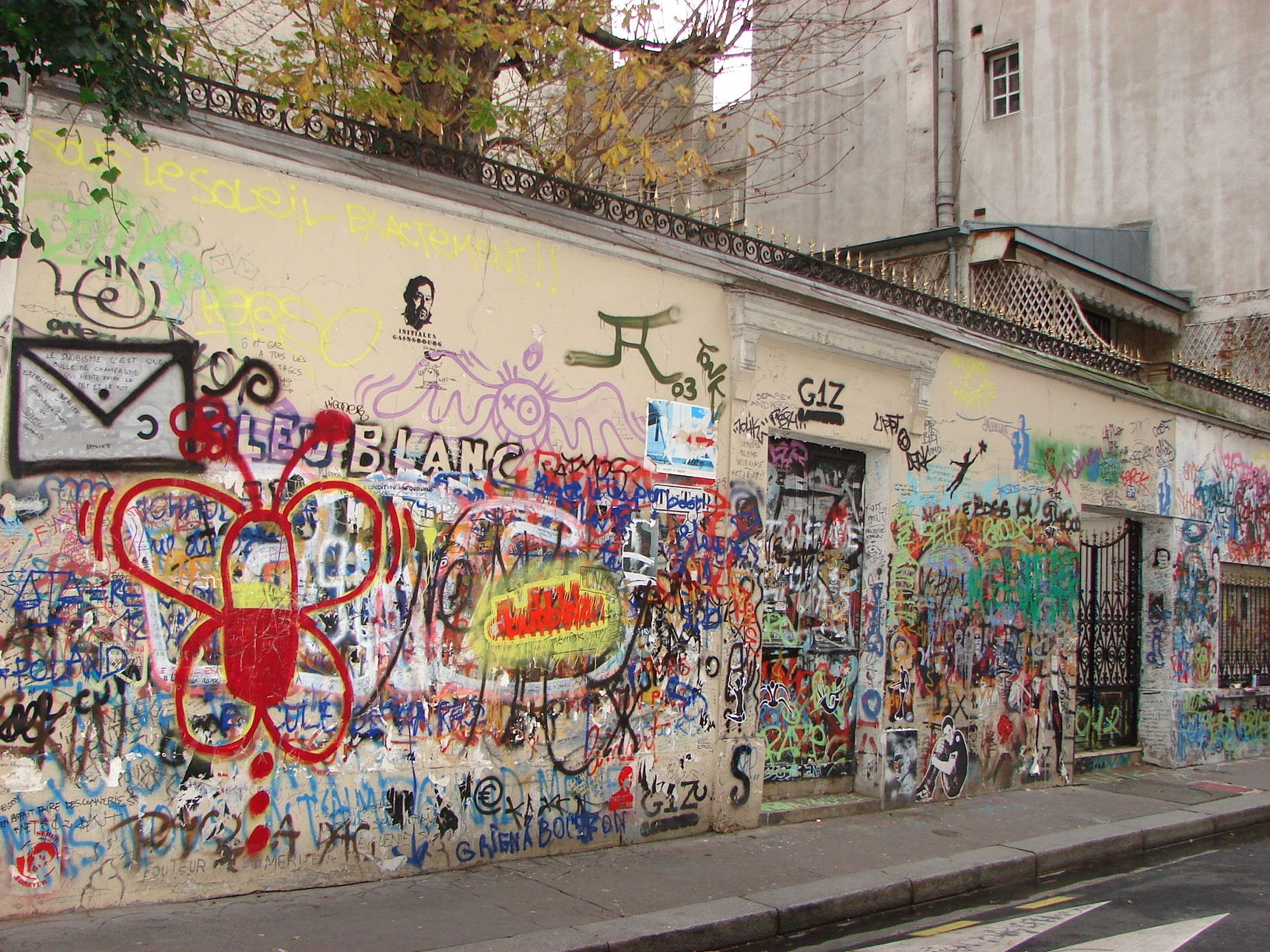
Maison de Serge Gainsbourg au 5bis de la rue de Verneuil à Saint-Germain-des-Prés, conservée en l'état par Charlotte Gainsbourg après le décès de son père, puis devenue la Maison Gainsbourg.

Offensé par les propos calomnieux à son encontre dans les articles de presse, notamment au sujet de La Marseillaise, se sentant artiste incompris, Gainsbourg se réfugie dans la vie des milieux noctambules et interlopes, consommant encore plus d'alcool et de tabac et délaissant la vie de famille.
Il met alors au point le personnage de « Gainsbarre », un double créé de toutes pièces qui désormais va lui coller à la peau et dont il dira : « Quand Gainsbarre se bourre, Gainsbourg se barre ». Il fortifie sa légende de poète maudit — dont il jouera d’ailleurs en multipliant les provocations —, mal rasé et ivre, apparaissant souvent en jean élimé, le visage bouffi caché par des lunettes noires et une Gitane à la bouche, ce qui lui vaut tantôt l'admiration, tantôt le dégoût.
En septembre 1980, après plus de dix ans de vie commune, Jane Birkin n'en peut plus et le quitte. Elle admet, lors d'une émission télévisée réalisée après sa mort : « J'avais beaucoup aimé Gainsbourg, mais j'avais peur de Gainsbarre. »
À partir de cette période, il devient un phénomène de télévision par son comportement provocateur qui déclenche plusieurs scandales. Renaud s'inspirera plus de vingt années plus tard de l'ambivalence « Gainsbourg / Gainsbarre » pour sa chanson Docteur Renaud, Mister Renard, de l'album Boucan d'enfer, qui évoque une « descente aux enfers » présentant bien des similitudes.
Cette période est marquée par la fréquentation des boîtes de nuit, des beuveries, du noctambulisme, de la décrépitude physique... De plus en plus, Gainsbarre succède à Gainsbourg, avec une multitude d'apparitions télévisées plus ou moins alcoolisées. Ce personnage, Serge Gainsbourg l'évoque pour la première fois en 1981 avec la chanson Ecce Homo, titre phare de Mauvaises nouvelles des étoiles, nouvel album reggae qu’il enregistre à Nassau aux Bahamas, avec le même groupe que le précédent :
Eh ouais c'est moi Gainsbarre

On me trouve au hasard

Des night-clubs et des bars

Américains c'est bonnard

(...) Il est reggae hilare

Le cœur percé de part en part.
En 2003, au lieu de mettre en scène la naissance de Gainsbarre, mais avec des paroles différentes dans lesquelles Gainsbourg évoque sa mort, une version alternative de ce morceau intitulée Ecce Homo et cætera sera publiée à titre posthume sur le double CD Mauvaises nouvelles des étoiles – Dub Style qui réunit des remixages dub, des enregistrements inédits et des interprétations d'artistes jamaïcains :
O.K. K.O.

Le cœur pompe à malheur goutte à goutte se vide

Cancer arrêt cardiaque me laissent impavide

Dormir une chance de rêve, trop c′est trop.
En 1980, Serge rencontre une nouvelle égérie, Bambou, pour laquelle, une fois de plus, il ne peut s'empêcher de composer. Il lui fait chanter quelques titres qui ne rencontrent pas les faveurs du public (Made in China, paru en 1989). Il continue cependant d'écrire pour Jane Birkin, en particulier les albums Baby Alone in Babylone et Amours des feintes.
Au début de 1983, Gainsbourg se rend au Gabon pour y réaliser son deuxième film, Équateur. Le film s'inspire d'un roman de George Simenon, Le Coup de lune publié en 1933. Équateur met en vedette Francis Huster et Barbara Sukowa. Gainsbourg, en plus de signer la mise en scène et la musique, adapte lui-même le livre. Équateur est présenté en première mondiale au Festival de Cannes mais suscite une réaction peu favorable.

#### Apogée de la provocation

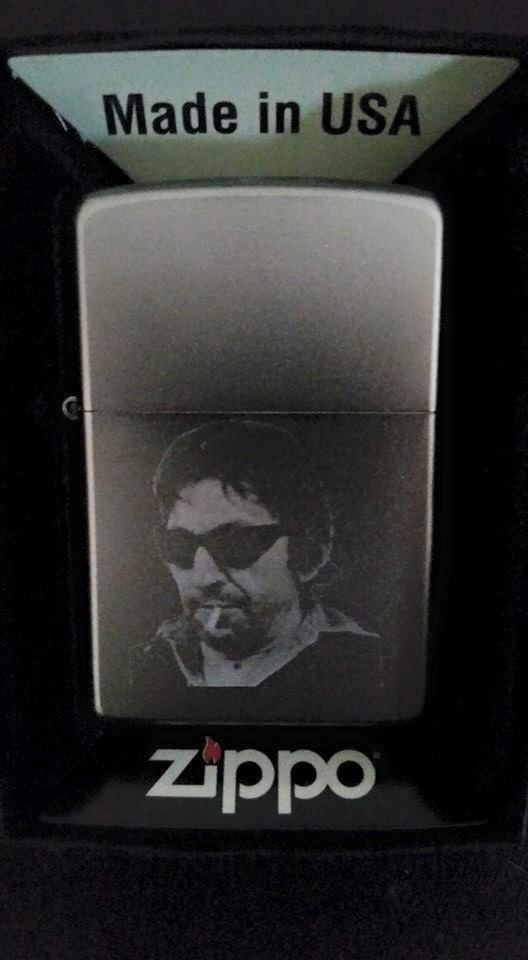
La marque Zippo a utilisé l’image de Gainsbourg sur ses briquets.

Le 11 mars 1984, en direct dans l'émission très suivie 7 sur 7 présentée par Jean-Louis Burgat sur TF1, Gainsbourg brûle avec son briquet les trois-quarts d'un billet de 500 francs,(~160€ en 2023), filmé en gros plan, tandis qu'il commente son geste, sans se soucier de son caractère illégal rappelé par le présentateur. Il prétend ainsi dénoncer le « racket fiscal » qui le taxe à 74 %, argent « dépensé non pas pour les pauvres mais pour le nucléaire et toutes les… » (il ne termine pas sa phrase). En 2024, le spécialiste Julien Paganetti publie Serge Gainsbourg. La flamme du scandale, dans lequel il analyse les circonstances du scandale provoqué par l’artiste et avance des éléments attestant la préméditation de cet acte par Gainsbourg. Selon Emmanuel Tibloux, directeur de l'École nationale supérieure des beaux-arts de Lyon, si cet acte peut effectivement être perçu prima facie comme une dénonciation de la politique fiscale menée par le gouvernement socialiste, il s'agit également de « prendre à rebours » la conception capitaliste selon laquelle l'argent ne peut être détruit. Cette séquence restera culte dans l'histoire de l'émission et plus généralement dans l'histoire de la télévision française. Le lendemain, lundi 12 mars, tous les médias nationaux commenteront ce geste, qui choque particulièrement le public français en ces années de crise économique, de précarité et chômage. Cette provocation symboliquement forte ne fera que renforcer, dans les mois et les années suivantes, la présence dans les médias, notamment dans les émissions de télévision, de « Gainsbarre » au détriment de Gainsbourg.
Il part ensuite à New York où il enregistre ses deux derniers albums, Love on the Beat en 1984 et You're Under Arrest en 1987. Après le reggae, il se frotte au hip-hop et au funk.
Quelques mois plus tard parait l'album Love on the Beat. Pour cet album enregistré à New York, Serge abandonne le reggae pour le funk américain. Nouvelle provocation de « Gainsbarre », lequel propose des paroles hautement sexuelles tout du long de l'album, en particulier la chanson Lemon Incest en duo avec sa fille Charlotte évoquant implicitement l'inceste. En 1985, il se produit durant plusieurs semaines en concert au Casino de Paris. Un album live en est tiré.
À la même époque, il s'occupe de la production de l'album I love you Lulu de la chanteuse Buzy, avec qui il entretiendra une courte relation.
En avril 1986, dans l'émission du samedi soir Champs-Élysées présentée par Michel Drucker sur Antenne 2, également très suivie et à destination d'un public familial, où la chanteuse américaine Whitney Houston, âgée de 22 ans, est présente, Gainsbourg n'hésite pas à dire, en anglais et le micro ouvert : « I want to fuck her » (« je veux la baiser »). La diva est outrée et stupéfiée par de tels propos. Elle lui répond par des « What ?! » suraigus et hoquetés et demande s'il est ivre (« He must be drunk ») ; à quoi Michel Drucker répond, très embarrassé (il a dans un premier temps tenté d'édulcorer les propos émis d'abord en français : « He says you are great… ») : « Non c'est son état normal, alors vous imaginez quand il est ivre ! ».
Durant sa période « Gainsbarre », malgré sa volonté de donner une image de lui provocante, sa sensibilité à fleur de peau se manifeste à plusieurs reprises dans d'autres passages télévisés. Ainsi lors de l'émission Sébastien c'est fou !, en 1988, quand Patrick Sébastien a organisé avec la chorale d'enfants des Petits chanteurs d'Asnières, déguisés en petits « Gainsbarres » pour l'occasion, une reprise de sa chanson Je suis venu te dire que je m'en vais, intitulée On est venus te dire, l'incitant à ne pas se laisser aller ; ou lors de l'émission Sacrée Soirée qui lui est consacrée en mars 1990, quand le présentateur Jean-Pierre Foucault lui remet un double disque d'or, puis encore, lorsqu'il lui montre des images de la ville où ses parents se sont rencontrés en ex-URSS, Théodosie, qu'il n'a jamais vues.
Ces passages télévisés, aux yeux du grand public, alors plus habitué à ses excès et à ses frasques, ont contribué à fissurer le masque qu'il souhaite montrer, en dévoilant sa vraie nature : « Un provocateur, avec une âme follement romantique », dira de lui Jane Birkin.

#### Dernières années
En 1987, Serge Gainsbourg retourne à New York enregistrer son dernier album intitulé You're Under Arrest. Comme pour Love on the Beat, il s'agit d'une nouvelle provocation avec des paroles hautement sexualisées. Cependant, il propose un nouvel album concept qui évoque une nouvelle relation malsaine (après Histoire de Melody Nelson et L'homme à tête de chou) et introduit des influences hip-hop.
En 1989, son œuvre quasi-intégrale sort en coffret de neuf CD sous le titre De Gainsbourg à Gainsbarre. Il contient de nombreux titres introuvables que les collectionneurs se sont arrachés jusque-là, à prix d'or. Toutefois, les chansons écrites pour ses interprètes ne sont pas incluses, ni un certain nombre d'inédits, ni les concerts (d'autres coffrets plus complets sortiront à titre posthume).
Serge Gainsbourg écrit pour Joëlle Ursull la chanson White and Black Blues, représentant la France à l'Eurovision 1990 ; celle-ci se classe deuxième.
En 1990, Serge Gainsbourg écrit les paroles du deuxième album de Vanessa Paradis, Variations sur le même t'aime, sur des musiques de Franck Langolff, dont les tubes Tandem et Dis lui toi que je t'aime. Sorti le 28 mai 1990, l'opus s'écoule à 400 000 exemplaires et sera l'un des derniers témoignages artistiques de Serge Gainsbourg, avec l'album Amours des feintes de Jane Birkin qui sort en septembre de la même année.

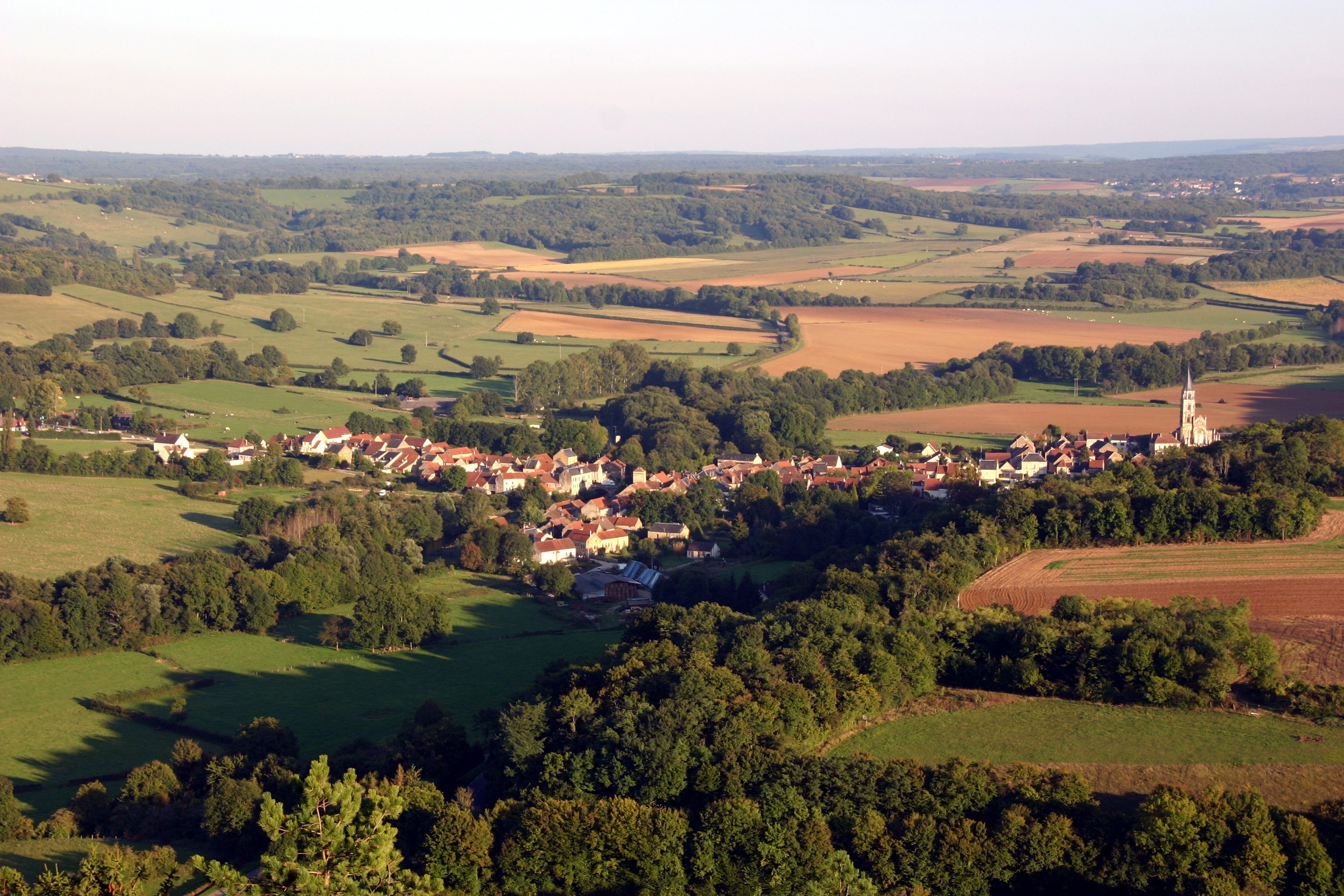
Vue aérienne de Saint-Père-sous-Vézelay où Gainsbourg passe les deniers mois de sa vie.

Effets du tabac, de l'alcool et d'une greffe du foie, Gainsbourg est plusieurs fois hospitalisé entre 1989 et 1991.
Il passe les six derniers mois de sa vie assez isolé à Saint-Père-sous-Vézelay dans le département de l'Yonne, où il reçoit ponctuellement Bambou, Lulu ou Charlotte, appréciant le gîte et la table du chef étoilé Marc Meneau ; il rentre chez lui à Paris lors de la fermeture annuelle, en janvier 1991,.

### Mort et obsèques

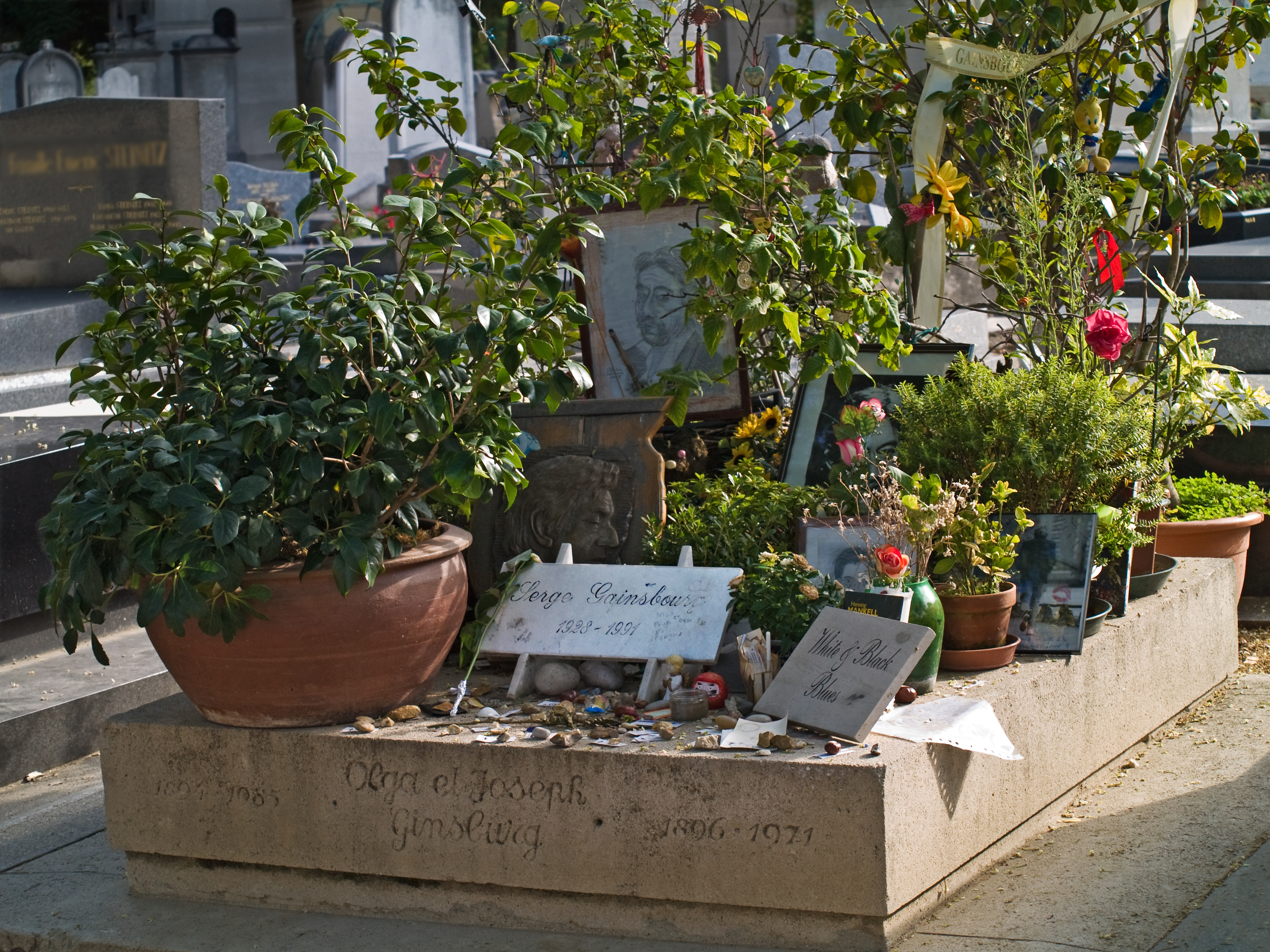
Tombe de Serge Gainsbourg et ses parents Olga et Joseph Ginsburg au cimetière du Montparnasse (division 1).

Serge Gainsbourg meurt le 2 mars 1991, âgé de 62 ans, au 5 bis rue de Verneuil dans le 7e arrondissement à la suite de sa cinquième crise cardiaque[réf. nécessaire]. Il a composé un album de blues avant sa mort et a prévu de partir l'enregistrer à La Nouvelle-Orléans quelques jours plus tard.

Il est enterré avec ses parents au cimetière du Montparnasse (1re section) à Paris, où sa tombe est l'une des plus visitées avec celle de Jean-Paul Sartre et Simone de Beauvoir ainsi que celle de Charles Baudelaire qu'il mit en musique (Le Serpent qui danse pour le morceau Baudelaire, album Serge Gainsbourg no 4, 1962) et celle de Jacques Chirac, dont il est voisin. La tombe porte le nom de Serge Gainsbourg et de ses parents, Olga (1894-1985) et Joseph (1896-1971) Ginsburg.

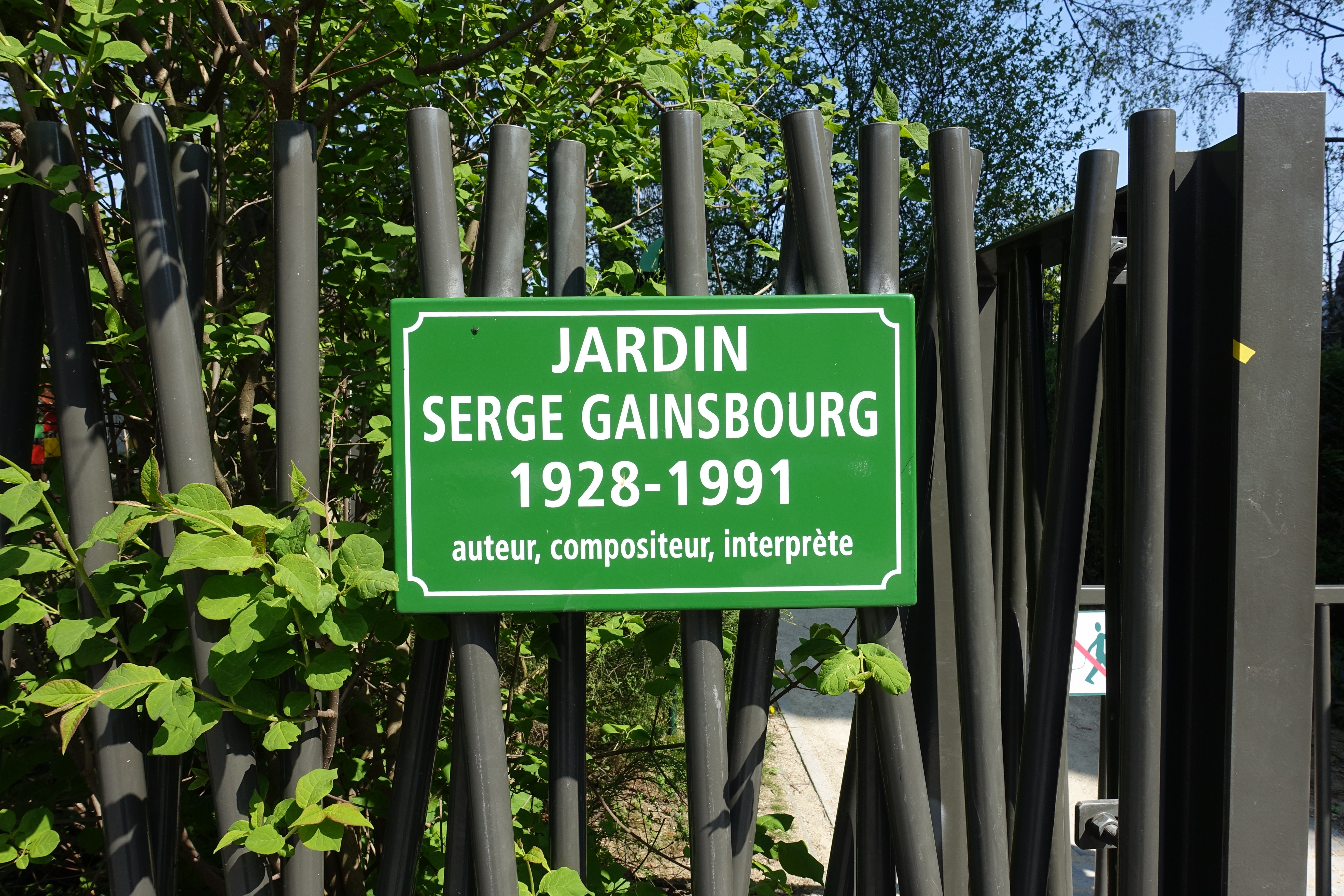
Plaque du jardin Serge-Gainsbourg, rendant hommage à l'artiste qu'il fut.

Du 5 au 6 mars 1991, des milliers de personnes défilent devant la dépouille de Serge Gainsbourg au funérarium de Nanterre, au Mont Valérien,. Lors de son enterrement, le 7 mars 1991, vinrent notamment parmi la foule, outre sa famille, Catherine Deneuve, Isabelle Adjani, Françoise Hardy, Patrice Chéreau, Eddy Mitchell, Renaud, Johnny Hallyday, les ministres Jack Lang et Catherine Tasca et les brigades de cuisiniers et serveurs du restaurant l'Espérance où il a passé ses derniers jours. Catherine Deneuve lut devant la tombe le texte de la chanson Fuir le bonheur de peur qu’il ne se sauve. Le président de la République François Mitterrand télégramme notamment le 3 mars à Bambou : « J'apprends avec tristesse la mort de Serge Gainsbourg. Par son amour de la langue et son génie musical, il a élevé la chanson au rang d'un art qui témoignera de la sensibilité d'une génération ».

### Vie privée
En 1951, Serge Gainsbourg se marie à Élisabeth Levitsky (1926 - 2022), fille d'aristocrates russes émigrés. Leur mariage, dans un premier temps heureux, finit par s’égarer. Gainsbourg côtoie de nombreuses femmes lorsqu’il joue chaque soir au piano-bar. En 1957, il décide de changer de vie : il abandonne la peinture, met un terme à son premier mariage avec Elizabeth Levitsky et se lance officiellement dans la musique.
Le 7 janvier 1964, il épouse Françoise-Antoinette-Michèle Pancrazzi (née à Bône en Algérie, le 28 juillet 1931 et morte le 8 novembre 2014), fille d’un riche industriel, dite Béatrice (princesse Galitzine, depuis son premier mariage avec le prince Georges Galitzine),. Leur fille Natacha est baptisée le 8 août 1964. En février 1966, le couple divorce. Serge Gainsbourg s'installe ensuite à la Cité internationale des Arts, dans une chambre d'étudiant. Il se réconcilie avec Béatrice en 1967 et ils auront un fils prénommé Paul, né en 1968, dit « Vania », lequel n'a jamais réellement connu son père,.
Fin 1967, il vit une idylle passionnée et au début secrète avec Brigitte Bardot alors mariée, qui dure 86 jours. Cette liaison attise l'intérêt des médias, français ou internationaux et devient très relayée par la presse, la radio et la télévision. Bardot est au faîte de sa gloire mondiale, Gainsbourg est un phénomène de la chanson en France, jouissant déjà d'une bonne renommée médiatique, même si dans l'ensemble ses ventes de disques sont encore assez faibles. Le fait que Gainsbourg compose pour son égérie (Harley Davidson notamment) renforce encore le sentiment que cette liaison est forte, d'autant que les chansons en question sont de gros succès. L'actrice participe également à des chansons interprétées par Gainsbourg (comme sur la version anglaise de Comic Strip) ou enregistrées en duo (comme Bonnie and Clyde). Leur lien artistique, couronné de succès, se confond avec leur liaison, dont beaucoup sont surpris d'apprendre qu'elle fut finalement brève. La version de Je t'aime moi non plus, chantée par Bardot dont l'enregistrement en 1967 est demeuré secret, à la demande de Bardot, avant d'être reprise en 1969 par Birkin, n'est diffusée qu'en 1986. Gainsbourg gardera une affiche géante de Bardot sur ses murs toute sa vie[réf. nécessaire].

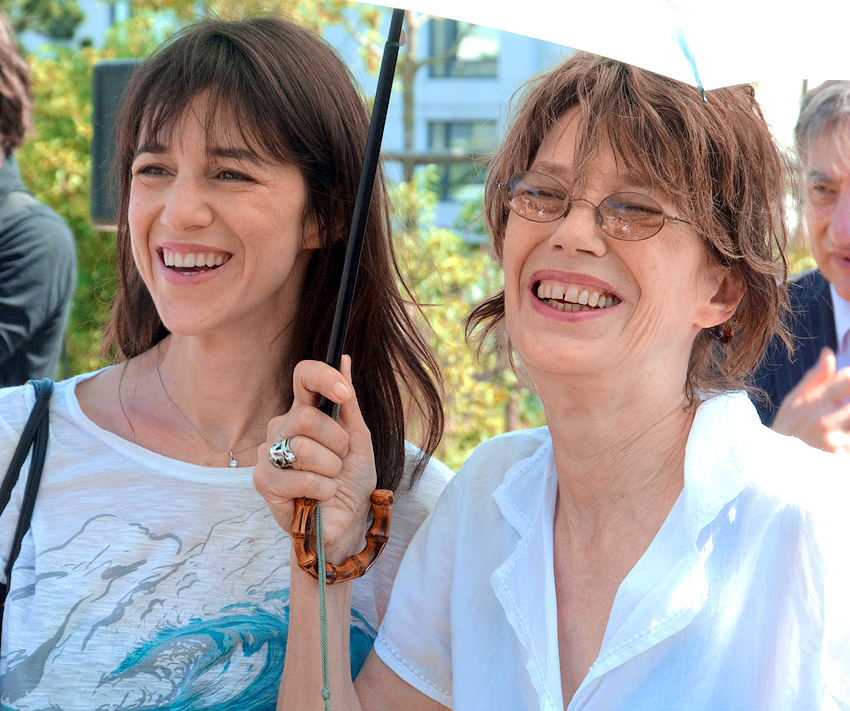
Charlotte Gainsbourg et Jane Birkin à l’inauguration du jardin Serge-Gainsbourg à Paris, le 6 avril 2011.

En 1968, il rencontre l'actrice britannique Jane Birkin (1946-2023), sur le tournage du film Slogan. Elle aussi va participer à de nombreux enregistrements en tant que chanteuse et Gainsbourg va lui composer plusieurs albums, dont de nombreuses chansons seront des succès commerciaux majeurs, que ce soit sur un mode léger (Ex-fan des sixties, Di Doo Dah) ou plus profond et mélancolique (Fuir le bonheur de peur qu'il ne se sauve, Baby Alone in Babylone, Les Dessous chics, Quoi) et sont généralement des réussites artistiques saluées par la critique. Leurs duos sont souvent provocants (69, année érotique, ou La Décadanse, sorte de prolongation de Je t'aime moi non plus). Le couple, très affiché dans les médias, coutumier de rumeurs et de provocations sulfureuses, devient emblématique et Birkin est considérée comme la muse essentielle de Gainsbourg. Leur fille Charlotte Gainsbourg naît le 21 juillet 1971 à Londres. Ils se séparent en septembre 1980, mais Gainsbourg continuera de composer pour elle. Après sa mort, Jane Birkin reprend régulièrement ses chansons composées pour elle, ainsi que les chansons de son répertoire originellement interprétées par Gainsbourg, en tournées et sur disque.

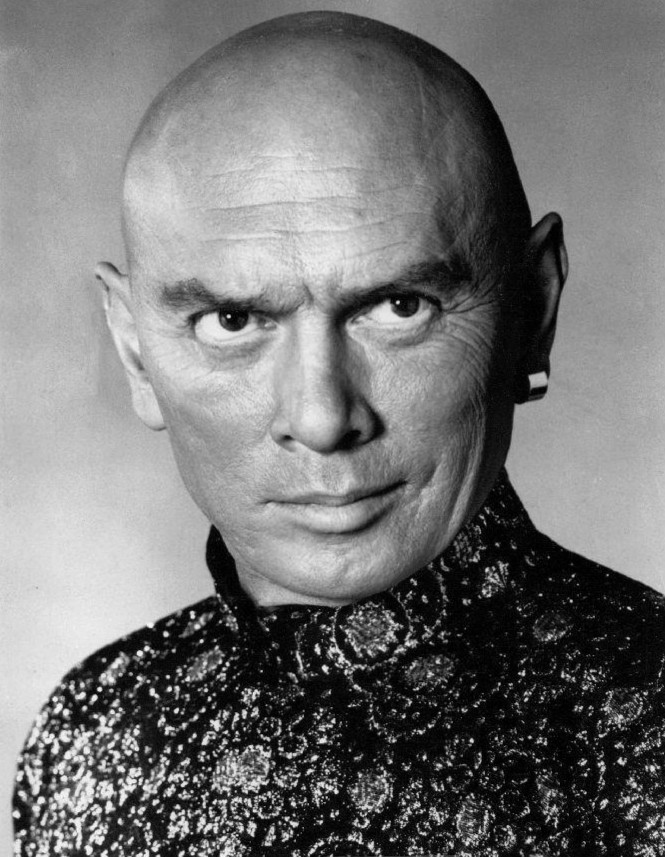
Yul Brynner, parrain de Charlotte et ami de famille, ici en costume pour la série Anna et le Roi (1972).

Le couple vient fréquemment se reposer dans son presbytère de Cresseveuille (Calvados), près de la maison de l'acteur Yul Brynner qui devient leur ami. Celui-ci est d'ailleurs le parrain de Charlotte Gainsbourg. Serge, quant à lui, est le parrain de Melody, l'une des petites Asiatiques adoptées par l'acteur américain,.
À partir de 1981, Gainsbourg vit avec une jeune mannequin, Caroline Elisabeth Paulus (née en 1959) surnommée Bambou, pour qui il compose en 1989 l'album Made in China, qui sera un échec commercial. Bambou a enregistré les chœurs, ou plutôt les cris orgasmiques paroxystiques du titre Love on the Beat, pour son compagnon, dont elle a un fils, Lucien, dit Lulu Gainsbourg, né le 5 janvier 1986. Lui aussi se lancera dans une carrière musicale.
En 1985, il rencontre une jeune fille de 16 ans, élève au lycée Victor-Duruy, Constance Meyer, qui lui écrit une longue lettre glissée sous la porte de son domicile. Le soir même, il l'invite à dîner et trois mois plus tard, ils auraient été amants. Elle aurait entretenu une relation avec Gainsbourg durant cinq ans (il l'aurait fréquentée en semaine, tandis qu'il retrouve Bambou le week-end). La nature de cette relation est révélée et décrite dans un récit autobiographique, La jeune fille et Gainsbourg, publié en 2010 par celle-ci.
En 1986, parallèlement à sa relation avec Constance Meyer, il rencontre Aude Turpault, âgée de 13 ans, avec laquelle il entretiendra une relation « platonique, filiale ».
La même année, il fait la connaissance de celle qu'il surnomme « la p'tite Marie », une étudiante en lettres de 19 ans. Cette liaison durera trois années selon une autofiction publiée par l'intéressée en 2021.

## Œuvre musicale

### De multiples références

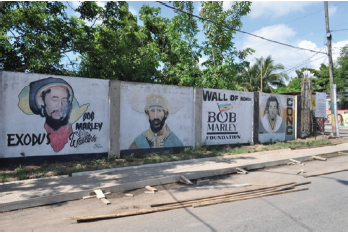
« Trench Town Rock » à Kingston en Jamaïque.

Serge Gainsbourg marque fortement la musique française par l'audace et l'éclectisme de ses créations. Il n'hésite pas à métisser ses compositions avec des influences musicales très variées, contribuant à en populariser certaines en France :
- le jazz : Du jazz dans le ravin, album Du chant à la une !… (1958)
- la musique afro-cubaine : Couleur Café, entre autres
- le rock progressif : bande originale du film Cannabis, album Histoire de Melody Nelson
- le reggae, avec l'album Aux armes et cætera… enregistré à Kingston (Jamaïque) suivi de Mauvaises Nouvelles des étoiles
- le funk en particulier sur l'album Love on the beat (1984)
- le rap avec You're Under Arrest
- le classique : plusieurs de ses morceaux sont inspirés de thèmes classiques[106] tels que Lemon Incest, Jane B, Ma Lou Marilou, Initials B.B., My Lady Héroïne, Marilou sous la neige, Baby Alone in Babylone (voir ci-dessous).

Serge Gainsbourg imprime en outre durablement sa marque pour ce qui est de l'écriture des textes. Dans un style poétique très maîtrisé, il prend plaisir à produire des rimes complexes (Comment te dire adieu ?), des allitérations (la Javanaise). Friand de jeux de mots, il s'appuie fréquemment sur le double sens. Les allusions érotiques sont de plus en plus fréquentes tout au long de sa carrière. Certaines de ses chansons marquent les mémoires par leur caractère provocateur – ainsi les allusions à la fellation dans les Sucettes, que France Gall a chantée à 18 ans à peine ; elle dira n'avoir compris le double sens du texte que des années plus tard. Puis Jane Birkin feignant l'orgasme dans Je t'aime… moi non plus, tube planétaire. Gainsbourg, avec le duo Lemon Incest, enregistré en 1984, avec sa fille Charlotte Gainsbourg (alors âgée de 12 ans), fait encore scandale et se voit reproché (le texte comme le clip vidéo jouant sur l'ambivalence et les doubles sens), de faire l'éloge de l'inceste, ce dont il se défend en évoquant l'amour filial, paternel et platonique,,,. De même deux ans plus tard avec le film plus ou moins fictionnel et ambigu Charlotte for ever. Gainsbarre atteint les sommets de la provocation érotique avec le tube Love on the Beat, véritable poème pornographique, dit par lui-même d'une voix monocorde et cassée ; le fond sonore est constitué des cris orgasmiques de Bambou (lesquels auraient été enregistrés lors de leurs ébats authentiques) ; l'orchestration baigne dans un funk froid et syncopé, tandis que des chœurs lancinants scandent le titre de la chanson de leurs voix androgynes et mouvantes.
Il choisit des sources d'inspiration inattendues et les développe à sa manière : textes de Franc-Nohain pour l'Ami Caouette, de Verlaine pour Je suis venu te dire que je m'en vais ; musiques de Chopin pour Lemon Incest et bien entendu de Rouget de Lisle pour Aux armes et cætera. En dépit de cela, il ne cessera de répéter au fil des entretiens qu'il considère la chanson comme « un art mineur, puisque ne demandant pas d'initiation, à la différence de la peinture », irritant Guy Béart à ce sujet dans l'émission télévisée Apostrophes du 26 décembre 1986.
Présenté comme une personnalité négative, « misogyne notoire » et violente par des féministes, il aurait été coupable de violences conjugales de plus assumées dans un cadre d'alcoolisme à l'encontre de Birkin, qui seraient cependant associées à un climat d'agressivité réciproque, aux dires de celle-ci et son art reste accusé actuellement de banaliser à grande échelle par l'ambivalence ludique même les violences sexistes et sexuelles, y compris incestueuses et pédophiles, contre les femmes et jeunes filles, qu'il aurait pratiquées ou promues. Aussi, des mouvements féministes le fustigent et combattent notamment par une pétition le projet de lui dédier le nom d'une station de métro située aux Lilas en hommage en particulier à sa chanson, laquelle pourtant se déroule à Paris, dans la station Porte-des-Lilas, et non aux Lilas.

### Emprunts et plagiats
Serge Gainsbourg a régulièrement et largement puisé son inspiration dans les thèmes littéraires et musicaux, notamment dans la musique classique,. Pour tous ses emprunts, Gainsbourg n'a à son actif que deux affaires de réels plagiats (reprise non autorisée de titres protégés) et pour lesquelles il a été condamné :
- Une première fois pour son album de 1964 (Gainsbourg Percussions). Il emprunte très ostensiblement, sans en citer la source, les thèmes des chansons Kiyakiya, Akiwowo et Jin-go-lo-ba (en) à l'album Drums of Passion (en) (1959) de l'artiste nigérian Babatunde Olatunji[119], pour des titres respectivement intitulés Joanna, New York U.S.A. et Marabout. Olatunji remportera un procès contre lui pour avoir copié les musiques de ces trois morceaux[44]. Sur le même album, le titre Pauvre Lola emprunte clairement l'air de Umqokozo de Miriam Makeba sur son album The Many Voices of Miriam Makeba (1962).
- Serge Gainsbourg sera poursuivi une seconde fois à la fin de sa carrière par les ayants droit d'Aram Khatchatourian, pour sa chanson Charlotte for ever de 1986. Elle reprend en effet l'Andantino pour piano, toujours protégé puisque le compositeur est décédé en 1978.

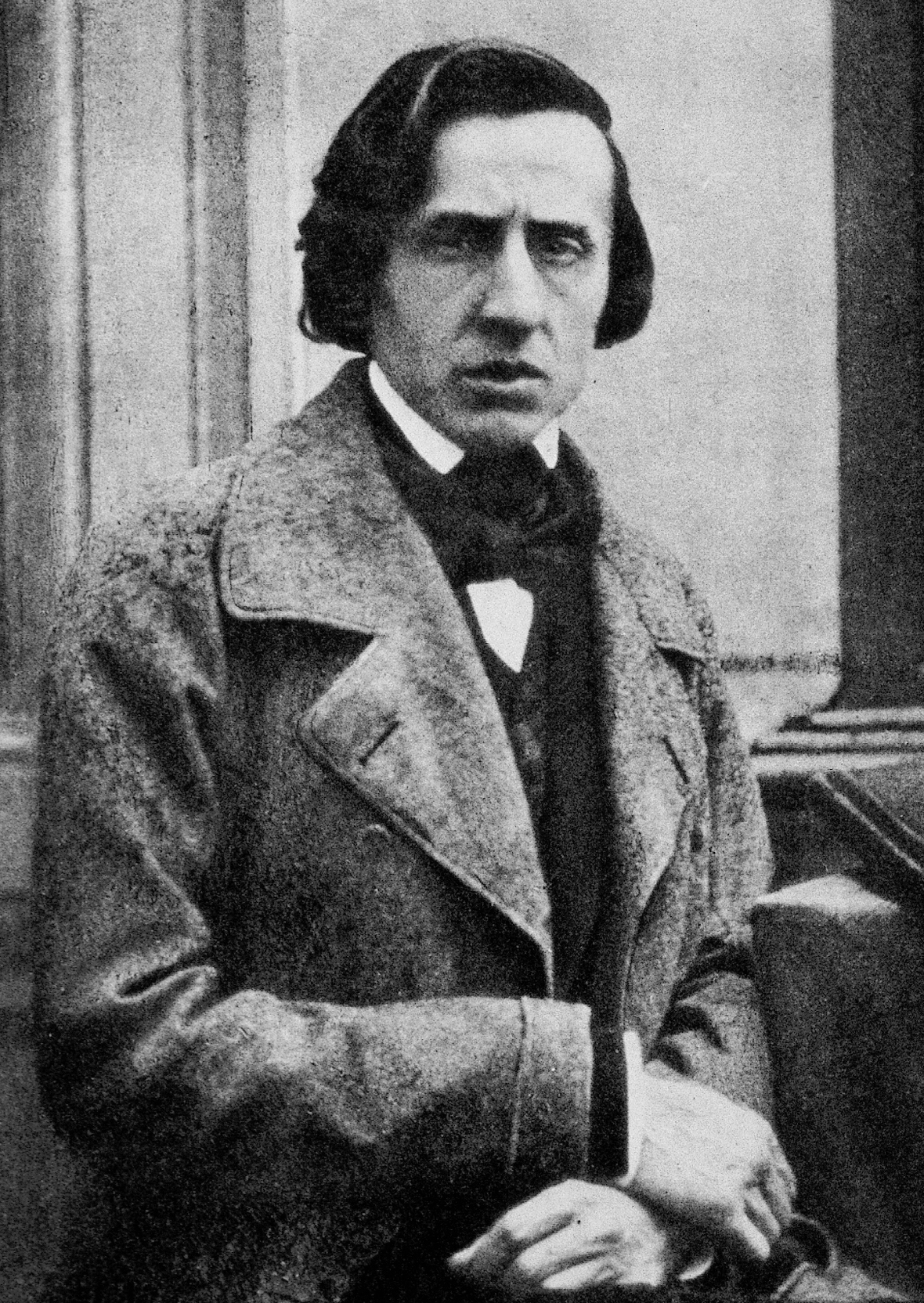
Frédéric Chopin.

Par ailleurs, Serge Gainsbourg a repris, réarrangé à sa manière la chanson Mon légionnaire initialement chantée par Marie Dubas puis Édith Piaf et d'autres chanteuses.
Pour ce qui est des reprises des œuvres du domaine public, Serge Gainsbourg s'est souvent inspiré de la musique classique, dont on retrouve des trames dans les morceaux suivants, :
- Initials B.B. (sur la Symphonie (no 9) du Nouveau-Monde, 1er mouvement, d'Antonín Dvořák)
- Lemon Incest (sur l'étude no 3 en mi majeur Opus 10, de Frédéric Chopin)
- Jane B (sur le Prélude en mi mineur Opus 28 no 4, de Frédéric Chopin)
- Baby Alone in Babylone (sur le thème du 3e mouvement de la 3e symphonie, de Brahms)
- My Lady Heroïne (sur Sur un marché persan, d'Albert Ketèlbey)
- Ma Lou Marilou (sur la sonate Appassionata Opus 57, 1er mouvement, de Beethoven)
- Marilou sous la neige (sur un thème de Pomp and Circumstance Opus 39 no 1, d'Edward Elgar)
- Poupée de cire, poupée de son (sur le quatrième mouvement (prestissimo) de la Sonate pour piano no 1 en fa mineur op.2-1 de Beethoven)
- Lost Song (sur la Chanson de Solveig, extraite de Peer Gynt, d'Edvard Grieg)

Il a également puisé dans le répertoire littéraire pour écrire certaines paroles :
- Des passages de Verlaine (d'ailleurs cité) sont incrustés dans Je suis venu te dire que je m'en vais.
- Les paroles de Initials B.B. sont une paraphrase du poème de Charles Baudelaire, Les Bijoux.
- Les paroles de la chanson Bonnie and Clyde sont des extraits traduits du poème de Bonnie Parker, The Trail's End.
- Il a mis en musique le sonnet d'Arvers de Félix Arvers[disco 1], ainsi qu'un segment de la Chanson de Maglia de Victor Hugo.
- Il a également mis en musique le poème d'Alfred de Musset de 1837 La Nuit d'Octobre, sur son deuxième album Serge Gainsbourg No 2, sorti en 1959.
- L'Ami Caouette reprend en la développant une construction déjà utilisée par Franc-Nohain[122] et ultérieurement reprise par l'Oulipo sous le nom de « théorie des sollicitudes »[123].
- De nombreuses références à Lolita, le célèbre roman de Vladimir Nabokov[124].
- On peut citer également son remake de La Marseillaise, l'hymne national français, reprenant les paroles de Rouget de Lisle.

Quand on l'interroge pour savoir s'il faut y voir hommage, simple citation ou provocation, il répond :

« On pourrait aller jusqu’à la profanation (rires). Hugo disait : “Il est interdit de déposer de la musique le long de mes vers.” Brahms n’aurait pas aimé que je dépose des paroles le long de sa musique. Mais je ne fais qu’emprunter. Mes essais — qui ne sont que des essais — s’effaceront d’eux-mêmes et Brahms sera restitué. Je l’ai à peine effleuré. »

### Récompenses

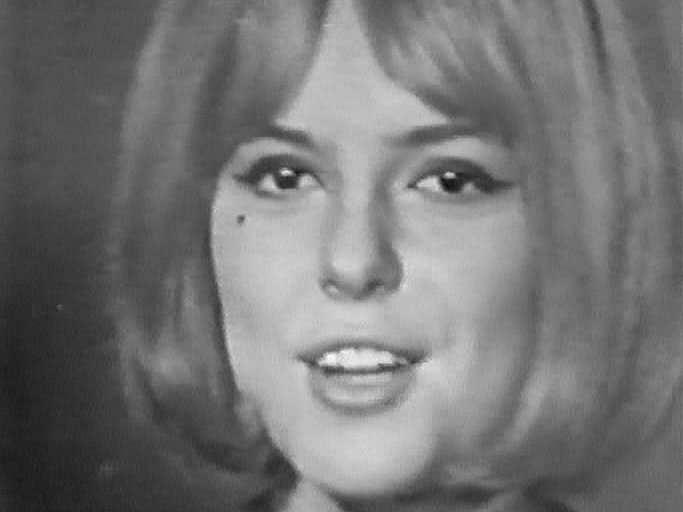
France Gall, gagnante du Concours Eurovision de la chanson 1965 lors de la retransmission télévisée.

- Grand prix de l'Académie Charles-Cros 1959 : pour son premier album, Du chant à la une !…, paru l'année précédente.
- Prix du Concours Eurovision de la chanson 1965 : compositeur et parolier du titre gagnant Poupée de cire poupée de son, interprété par France Gall, qui concourt pour le Luxembourg.
- 5e du Concours Eurovision de la chanson 1967 : compositeur et parolier du titre Boum badaboum interprété par Minouche Barelli qui concourt pour Monaco et termine cinquième de la compétition internationale.
- Grand prix de l'Académie Charles-Cros 1984 : pour l'album, Baby Alone in Babylone de Jane Birkin, qu'il a entièrement écrit et composé. Cet album sera aussi disque d'or.
- Victoire de la musique : album de l'année pour Love on the beat en 1985.
- Ordre des Arts et des Lettres : Le 19 septembre 1985, Jack Lang lui remet la croix d'officier dans l'ordre des Arts et des Lettres. Gainsbourg est particulièrement fier d’être directement élevé au grade d'officier, et non de chevalier comme Coluche ou Clint Eastwood.
- Victoire de la musique d'honneur 1990[126] : pour l'ensemble de sa carrière.
- 2e du Concours Eurovision de la chanson 1990 : compositeur et parolier du titre White and Black Blues, interprété par Joëlle Ursull, qui concourt pour la France et termine deuxième ex-aequo.
- Césars 1977 : nomination au César de la meilleure musique originale pour Je t'aime moi non plus.
- Césars 1981 : nomination au César de la meilleure musique originale pour Je vous aime.
- Césars 1984 : nomination au César de la meilleure musique originale pour Équateur.
- Césars 1987 : nomination au César de la meilleure musique originale pour Tenue de soirée.
- Césars 1996 : César de la meilleure musique originale décerné à titre posthume pour le film Élisa de Jean Becker.

### Interprètes féminines
Serge Gainsbourg a écrit pour de nombreuses interprètes féminines, notamment :
- Isabelle Adjani
- Michèle Arnaud
- Isabelle Aubret
- Bambou
- Brigitte Bardot
- Jane Birkin
- Petula Clark
- Dalida
- Dani
- Mireille Darc
- Catherine Deneuve
- Marianne Faithfull
- Charlotte Gainsbourg
- France Gall
- Chantal Goya
- Juliette Gréco
- Françoise Hardy
- Zizi Jeanmaire
- Anna Karina
- Valérie Lagrange
- Michèle Mercier
- Vanessa Paradis
- Régine
- Joëlle Ursull

Elles ont interprété ses chansons seules ou le temps d'un duo à ses côtés.

### Interprètes masculins
- Claude François : Hip Hip Hip Hurrah (uniquement en simple, 1967).
- Jacques Dutronc : Les Roses fanées (en trio avec Serge Gainsbourg et Jane Birkin), Les P'tits Papiers (en trio également avec Serge Gainsbourg et Jane Birkin), Le bras mécanique (1975), Elle est si… (1972) ; la majorité des titres de l'album Guerre et pets.
- À la demande d'Alain Chamfort, il écrit les textes de deux albums, Rock'n rose (dont Baby Lou) et Poses (dont le succès Manureva) et écrit huit textes des neuf chansons de l'album Amour année zéro (dont Bambou).
- Étienne Daho : Comme un boomerang en duo avec Dani, en 2001 (initialement composée pour l'Eurovision 1975 mais rejetée par Antenne 2 pour son texte jugé trop sombre et violent), Chez les yé-yé en 1985, Mon amour baiser en 2001, Les dessous chics et Ford Mustang en duo avec Jane Birkin en 2009[127].
- Il coécrit le quatrième album d'Alain Bashung, Play blessures, en 1982. Rejeté par le public à sa sortie, l'album est considéré l'un des meilleurs albums français de tous les temps[réf. souhaitée].
- Il écrit pour Julien Clerc les paroles des chansons Belinda et Mangos (album Sans entracte en 1980) et Amour Consolation (album Aime-moi en 1984).
- Il enregistre avec son ami Eddy Mitchell Vieille canaille, en version big band ; le titre sort en simple et est présent sur l'album Eddy Paris Mitchell en 1986.
- Robert Farel : Les petits boudins (uniquement en simple, 1987), chanson que Gainsbourg a écrite vingt ans plus tôt pour Dominique Walter (fils de Michèle Arnaud).
- Il enregistre avec son ami King Curtis JR You're Under Arrest, qui se retrouve sur l'album éponyme en 1987.
- Rodolphe Burger, Mick Harvey, Jacques Higelin, Fred Poulet et Daniel Darc sur le disque Hommage à Serge Gainsbourg de Rodolphe Burger et Meteor Band, enregistré lors du concert donné en 2006 dans le cadre du 6e Festival C’est dans la Vallée au Temple réformé de Sainte Marie Aux Mines.

### Chansons et autres œuvres musicales
- 69 année érotique
- Anna, comédie musicale
- Je t'aime… moi non plus
- Laisse tomber les filles
- N'écoute pas les idoles
- Aux armes et cætera
- Pauvre Lola
- Pourquoi un pyjama ?
- La Javanaise
- Comic Strip

## Discographie

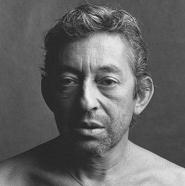
Serge Gainsbourg sous l’œil du photographe Jean-François Bauret (1991).

La carrière discographique de Serge Gainsbourg s'est étalée sur 33 années, comprenant 17 albums studios, 4 albums live et plus d'une cinquantaine de 45 tours ou CD simples, sortis en grande partie par Philips, qui est resté le label du chanteur jusqu'à sa mort.
Au cours de sa carrière, il a obtenu 12 disques d'or, 5 doubles disques d'or et 6 disques de platine, et a vendu plus de 6 millions de disques.
- 1958 : Du chant à la une !…
- 1959 : Serge Gainsbourg No 2
- 1961 : L'Étonnant Serge Gainsbourg
- 1962 : Serge Gainsbourg No 4
- 1963 : Gainsbourg Confidentiel
- 1964 : Gainsbourg Percussions
- 1968 : Bonnie and Clyde
- 1968 : Initials B.B.
- 1969 : Jane Birkin - Serge Gainsbourg
- 1971 : Histoire de Melody Nelson
- 1973 : Vu de l'extérieur
- 1975 : Rock Around the Bunker
- 1976 : L'Homme à tête de chou
- 1979 : Aux armes et cætera
- 1981 : Mauvaises nouvelles des étoiles
- 1984 : Love on the Beat
- 1987 : You're Under Arrest

## Filmographie

### Acteur

#### Cinéma
- 1959 : Voulez-vous danser avec moi ? de Michel Boisrond : Léon
- 1960 : La Révolte des esclaves (La rivolta degli schiavi) de Nunzio Malasomma : Corvinus
- 1961 : Samson contre Hercule (Sansone) de Gianfranco Parolini : Warkalla
- 1962 : Hercule se déchaîne (La furia di Ercole) de Gianfranco Parolini : Menistus
- 1963 : Strip-tease de Jacques Poitrenaud : le pianiste
- 1963 : L'Inconnue de Hong Kong de Jacques Poitrenaud : le pianiste
- 1966 : Carré de dames pour un as de Jacques Poitrenaud : l'homme qui demande du feu
- 1966 : Le Jardinier d'Argenteuil de Jean-Paul Le Chanois : Patrick Gérard
- 1967 : L'Inconnu de Shandigor de Jean-Louis Roy : le chef des Chauves
- 1967 : Toutes folles de lui de Norbert Carbonnaux
- 1967 : Estouffade à la Caraïbe de Jacques Besnard : Clyde
- 1968 : Ce sacré grand-père de Jacques Poitrenaud : Rémy
- 1968 : Erotissimo de Gérard Pirès : l'homme louche
- 1968 : Vivre la nuit de Marcel Camus : Mathieu
- 1968 : Le Pacha de Georges Lautner : lui-même
- 1969 : Slogan de Pierre Grimblat : Serge
- 1969 : Les Chemins de Katmandou d'André Cayatte : Ted
- 1969 : Paris n'existe pas de Robert Benayoun : Laurent
- 1969 : Mister Freedom de William Klein : Mr Drugstore
- 1970 : Cannabis de Pierre Koralnik : Serge Morgan
- 1971 : 19 filles et un marin (19 djevojaka i mornar) de Milutin Kosovac : le marin
- 1971 : Le Roman d'un voleur de chevaux (Romance of a Horsethief) d'Abraham Polonsky : Sigmund
- 1972 : The Day the Clown Cried de Jerry Lewis (inachevé)
- 1972 : Trop jolies pour être honnêtes de Richard Balducci : Albert
- 1973 : Les Diablesses (La morte negli occhi del gatto) d'Antonio Margheriti : l'inspecteur de police
- 1974 : La Dernière Violette court métrage d'André Hardellet : le tueur
- 1975 : Sérieux comme le plaisir de Robert Benayoun : l'inconnu du lac
- 1980 : Je vous aime de Claude Berri : Simon
- 1982 : Le Grand Pardon d'Alexandre Arcady : lui-même (caméo)
- 1985 : Fumeurs de charme de Frédéric Sojcher : lui-même
- 1986 : Charlotte for Ever : Stan
- 1988 : Jane B. par Agnès V. d'Agnès Varda : lui-même
- 1990 : Stan the Flasher : un ami de David
- 1992 : Requiem pour un fumeur de Frédéric Sojcher : lui-même (il s'agit d'un nouveau montage de Fumeurs de charme)

#### Télévision
- 1962 : En passant par Paris (téléfilm)
- 1962 : Passe-temps émission de François Chatel
- 1963 : Teuf-teuf (téléfilm)
- 1964 : Seul à seul (téléfilm)
- 1965 : Des fleurs pour l'inspecteur (Les Cinq Dernières Minutes, épisode no 36, TV) de Claude Loursais : Sébastien
- 1966 : Noël à Vaugirard — Conte de Noël (une « nativité beatnik ») réalisé par Jacques Espagne pour Dim, Dam, Dom, 2e chaîne ORTF (diffusion le 23 décembre 1966) : Joseph[129]
- 1967 : Valmy (téléfilm) : Marquis de Sade
- 1967 : Anna (téléfilm) : l'ami de Serge
- 1967 : Vidocq (série TV) : le fou qui voit des espions partout (dans: Vidocq à Bicêtre)
- 1967 : Le Lapin de Noël — Conte écrit par Roland Topor pour Dim, Dam, Dom — Réalisation de Georges Dumoulin — Couleur, durée 25 min, 2e chaîne ORTF[129]
- 1968 : Saint-Tropez priez pour eux (téléfilm) : le grand prêtre
- 1968 : Les Dossiers de l'agence O, épisode : Le Prisonnier de Lagny : (série TV) : Jean Dassonville
- 1971 : Melody (téléfilm) : l'homme
- 1973 : Le Lever de rideau (téléfilm) : le prince
- 1974 : Bon baisers de Tarzan (téléfilm) : lieutenant D'Arnot

### Réalisateur
- 1976 : Je t'aime moi non plus[130]
- 1983 : Équateur[130]
- 1986 : Charlotte for Ever[130]
- 1990 : Stan the flasher[130]

#### Courts métrages etclips
- 1981 : Le Physique et le Figuré
- 1982 : Intrigue, Marianne Faithfull,
- 1982 : Scarface, séquence de 5 minutes.[réf. nécessaire]
- 1984 : Morgane de toi, Renaud
- 1985 : Bubble Gum
- 1985 : Lemon Incest, Serge et Charlotte Gainsbourg,
- 1986 : Charlotte For Ever, Charlotte Gainsbourg
- 1986 : Tes yeux noirs, Indochine
- 1987 : Springtime in Bourges
- 1990 : Amours des feintes, Jane Birkin

### Musiques de film
- 1959 : Les Loups dans la bergerie réalisé par Hervé Bromberger
- 1960 : L'Eau à la bouche réalisé par Jacques Doniol-Valcroze
- 1962 : Strip-tease réalisé par Jacques Poitrenaud
- 1963 : Comment trouvez-vous ma sœur ? réalisé par Michel Boisrond
- 1965 à 1966 : Marie-Mathématique, bande dessinée animée de Jean-Claude Forest et Jacques Ansan — Serge Gainsbourg chante, sur une musique de sa composition, des textes écrits par André Ruellan — 6 épisodes de 5 minutes, noir et blanc — Série télévisée diffusée dans le cadre de l’émission Dim, Dam, Dom de Daisy de Galard, 2e chaîne ORTF[129],[131]
- 1966 : Carré de dames pour un as réalisé par Jacques Poitrenaud
- 1966 : L'Espion réalisé par Raoul Lévy
- 1966 : Le Jardinier d'Argenteuil réalisé par Jean-Paul Le Chanois
- 1966 : Les Cœurs verts, la scène de bal, réalisé par Edouard Luntz
- 1967 : Vidocq réalisé par Marcel Bluwal et Claude Loursais
- 1967 : Toutes folles de lui réalisé par Norbert Carbonnaux
- 1967 : L'Horizon réalisé par Jacques Rouffio
- 1967 : Anna réalisé par Pierre Koralnik
- 1967 : Si j'étais un espion réalisé par Bertrand Blier
- 1967 : L'Une et l'Autre réalisé par René Allio
- 1967 : L'Inconnu de Shandigor réalisé par Jean-Louis Roy
- 1968 : Le Pacha réalisé par Georges Lautner
- 1968 : Manon 70 réalisé par Jean Aurel
- 1968 : Ce sacré grand-père réalisé par Jacques Poitrenaud
- 1969 : Slogan réalisé Pierre Grimblat
- 1969 : Mister Freedom réalisé par William Klein
- 1969 : La Horse réalisé par Pierre Granier-Deferre
- 1969 : Paris n'existe pas réalisé par Robert Benayoun
- 1969 : Les Chemins de Katmandou réalisé par André Cayatte
- 1970 : Cannabis réalisé par Pierre Koralnik
- 1971 : 19 filles et un marin réalisé par Milutin Kosovac (Milan Kosovac)
- 1972 : Sex-shop réalisé par Claude Berri
- 1972 : Trop jolies pour être honnêtes réalisé par Richard Balducci
- 1973 : Projection privée réalisé par François Leterrier
- 1976 : Je t'aime moi non plus réalisé par Serge Gainsbourg
- 1977 : Aurais dû faire gaffe, le choc est terrible réalisé par Jean-Henri Meunier
- 1977 : Madame Claude réalisé par Just Jaeckin
- 1977 : Vous n'aurez pas l'Alsace et la Lorraine réalisé par Coluche
- 1978 : Les Bronzés réalisé par Patrice Leconte
- 1978 : Good-bye, Emmanuelle réalisé par François Leterrier
- 1979 : Melancoly Baby réalisé par Clarisse Gabus
- 1979 : Tapage nocturne réalisé par Catherine Breillat
- 1980 : Je vous aime réalisé par Claude Berri
- 1981 : Le Physique et le Figuré réalisé par Serge Gainsbourg - court-métrage
- 1983 : Équateur réalisé par Serge Gainsbourg
- 1986 : Tenue de soirée réalisé par Bertrand Blier
- 1986 : Charlotte for ever réalisé par Serge Gainsbourg
- 1990 : Stan the flasher réalisé par Serge Gainsbourg

### Doublage
- L'Histoire du soldat (1984), dessin animé de R. O. Blechman (en) d'après la partition d’Igor Stravinsky. Gainsbourg y double le personnage de Satan[132],[133].

## Publications

### Ouvrages écrits par Gainsbourg ou en collaboration avec lui
- 1968 : Chansons cruelles
- 1971 : Melody Nelson
- 1980 : Evguénie Sokolov (nouvelle ou court roman)
- 1980 : Au pays des malices
- 1980 : Des corps naturels, album de photos de nus féminins par Jacques Bourboulon, avec Trois variations pour un sonnet (Variation 1 – Variation 2 – Variation 3), trois poèmes érotiques de Serge Gainsbourg, Éditions Filipacchi / Union des Éditions Modernes, Paris, première édition 1980  (ISBN 2850181846)
- 1981 : Bambou et les poupées
- 1983 : Black out, avec Jacques Armand - Bande dessinée
- 1986, 1992 : Gainsbourg, avec Alain Coelho et Franck Lhomeau
- 1987, 1991 : Mon propre rôle 1 - Folio  (ISBN 2070384454) - paroles de ses chansons
- 1987, 1991 : Mon propre rôle 2 - Folio  (ISBN 2070384462) - paroles de ses chansons
- 1987 : Où es-tu Melody ?, avec Iusse - Bande dessinée  (ISBN 2869670354)

### Ouvrages posthumes
- 1991 et 1994 : Mauvaises nouvelles des étoiles - Éditions Points  (ISBN 202022688X) - paroles de ses chansons
- 1994 : Dernières nouvelles des étoiles - Librairie Plon/Pocket  (ISBN 2266067923) - paroles de ses chansons
- 2006 : Pensées, provocs et autres volutes - Éditions de poche LGF (ISBN 2749104971) - recueil d'extraits d'interviews ou de paroles de chansons

## Ventes aux enchères

### En 2011
Le 9 novembre 2011, une vente aux enchères de manuscrits et d'objets ayant appartenu à Serge Gainsbourg est organisée à Paris. Le manuscrit définitif de Sorry Angel (Love on the Beat) est vendu à 51 150 €. Le brouillon de Love on the Beat trouve acheteur à 39 150 €. Moins disputés mais vendus à des prix considérables : You're Under Arrest part pour 21 150 €, No Comment à 24 750 € et enfin, un billet de banque de 500 francs déchiré et signé par Serge Gainsbourg est vendu à 24 750 €. Le montant total s'élève à plus de 260 000 €.
D'autres lots comme des photographies, cartes postales, textes, poèmes, sont mis aux enchères. Par ailleurs, une photographie est vendue 800 € à un enfant de 13 ans.

### En 2012
Le 25 octobre 2012, une nouvelle vente aux enchères de manuscrits préparatoires, photographies et documents ayant appartenu à Serge Gainsbourg se déroule à l'Hôtel des ventes Talma à Nantes. Suscitant toute la ferveur des inconditionnels de « l'homme à la tête de chou », elle présente justement un manuscrit préparatoire pour la chanson du même nom, album s'envolant à 18 500 €.
D'autres objets plus anecdotiques mais intimes de la vie de l'artiste sont présentés. Il s'agit notamment de certaines notes de courses à Elisa, sa femme de chambre, où Gainsbourg lui demande « d'acheter des Guinness, de l'huile d'olive » ou encore « tous les journaux sauf L'Aurore ». Ces petites fugacités de la vie quotidienne de l'artiste ont été adjugées à 8 600 €.
Pour une dizaine d'objets mis en vente, le montant des adjudications s'élève à 62 350 €.

## Hommages et postérité

### Musée dit Maison Gainsbourg

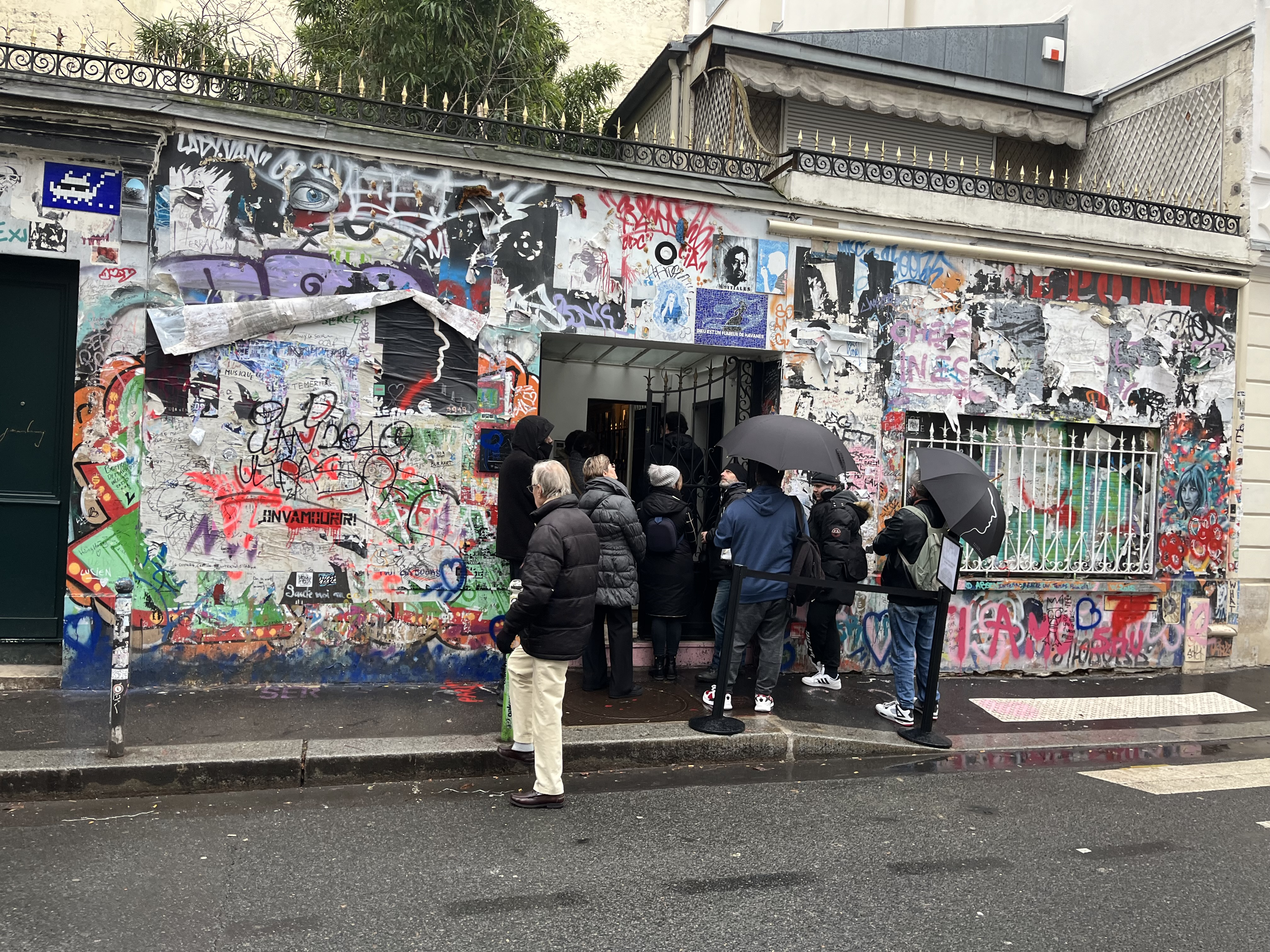
Entrée du musée Serge Gainsbourg.

Serge Gainsbourg achète en 1969 d'anciennes boutiques d'un hôtel particulier sis 5bis de la rue de Verneuil à Saint-Germain-des-Prés, qu'il transforme en habitation et y vit jusqu'à sa mort en mars 1991.
Après l'obtention d'un permis de construire en fin d'année 2020, Charlotte Gainsbourg indique que la maison de son père devrait devenir un musée en 2021. Jane Birkin précise que les lieux ont été conservés dans leur état dont le placement des objets, depuis la mort de Serge Gainsbourg.
La Maison Gainsbourg est classée comme Patrimoine d'intérêt régional en novembre 2021 et ouvre finalement au public en septembre 2023.
En 2024, il est décerné à la maison la plaque du label Maison des illustres.

### Jeux vidéo
Dans The Witcher 3: Wild Hunt – Blood and Wine, il est possible de trouver une tombe dans le cimetière de « la mère-Lachaise » lui rendant hommage sous le nom de Sergio Ginsburg.
Dans Payday 2, après avoir terminé la mission "Pyromane" dans la plus haute difficulté, mission dans laquelle les joueurs doivent brûler des liasses de billets, le succès "Pire que Gainsbourg" est obtenu. La traduction française du jeu fait ici référence au billet de 500 francs, brûlé par Gainsbourg à la télévision le 11 mars 1984.

### Musique

#### Influences musicales
Gainsbourg demeure une présence influente et importante de la chanson française. Sa musique sera par la suite fréquemment échantillonnée et réutilisée par des artistes aussi bien français (ex : MC Solaar pour Nouveau Western) qu'internationaux (par exemple, Massive Attack dans Karmacoma (Portishead experience), Jennifer Charles d’Elysian Fields, qui reprend Les amours perdues, sur un album de reprises de Gainsbourg par des groupes de l'avant-garde new-yorkaise, sous l'égide du jazzman John Zorn, ou encore Beck dont le titre Paper Tiger sur l'album Sea Change revendique l'influence de Melody dans Histoire de Melody Nelson). Mick Harvey, le guitariste de Nick Cave, a enregistré deux albums de reprise, Intoxicated Man (1995) et Pink Elephants (1997). L'album Monsieur Gainsbourg Revisited, sorti en mars 2006, regroupe quatorze adaptations anglaises réalisées par Boris Bergman et interprétées notamment par Franz Ferdinand, Portishead, Placebo, Jarvis Cocker, Kid Loco, Gonzales, Feist, Tricky, etc.

#### Albums de reprises ou remix
- 1994 : Gainsbourgsion!, reprises en anglais et en français par la chanteuse américaine April March.
- 1995 : Intoxicated Man, reprises en anglais par le chanteur australien Mick Harvey.
- 1996 : Great Jewish Music: Serge Gainsbourg, reprises très surprenantes, par divers artistes d'avant-garde, sous la gouverne de John Zorn.
- 1997 : Pink Elephants, reprises en anglais par le chanteur australien Mick Harvey.
- 2001 : Lucien Forever – A tribute for Serge Gainsbourg, reprises interprétées par divers artistes.
- 2001 : I Love Serge, morceaux ré-arrangés par divers DJ.
- 2002 : Gainsbourg – Made in Japan, reprises en japonais par divers artistes, dont Mari Natsuki, Kenzō Saeki, Kahimi Karie.
- 2003 : L'Homme à la tête de sushi, reprises en japonais par Kenzō Saeki.
- 2003 : Aux Armes et Cætera – Dub Style (nouveau mixage de l'album + versions dub & versions d'artistes jamaïcains, 2 CD).
- 2003 : Mauvaises Nouvelles des étoiles – Dub Style (nouveau mixage de l'album + versions dub & versions d'artistes jamaïcains, 2 CD).
- 2005 : Thisness, reprise du titre Sorry Angel par Jef Lee Johnson avec l'actrice Nathalie Richard (hope street / nato[Quoi ?]).
- 2006 : Monsieur Gainsbourg Revisited, regroupant des reprises en anglais, par divers artistes, de certains succès de Serge Gainsbourg.
- 2006 : Serge Gainsbourg tel qu'elle 1958-1968, reprises en français par la chanteuse franco-portugaise Bévinda.
- 2007 : le groupe Mademoiselle Olivier lui rend hommage avec la chanson Initials SG sur l'album Mes flippers électriques. Le gimmick de la chanson Initials BB est utilisé avec un texte en français évoquant la vie musicale de Serge Gainsbourg.
- 2009 : Sur les Elles de Gainsbourg, Stéphane Lucas reprend en duos onze chansons de Serge Gainsbourg en compagnie de personnalités féminines québécoises.
- 2011 : The Serge Gainsbourg Experience
- 2011 : From Gainsbourg to Lulu, Lulu Gainsbourg reprend des chansons de son père avec de grands noms comme Scarlett Johansson, Johnny Depp et Vanessa Paradis, Iggy Pop, Mélanie Thierry, etc.

### Un film biographique
Le scénariste et dessinateur Joann Sfar a réalisé un film biographique sur Serge Gainsbourg, dont le rôle est interprété par Éric Elmosnino. Gainsbourg, vie héroïque est sorti en salle le 20 janvier 2010.

### Lieux et bâtiments

Peinture au pochoir représentant Serge Gainsbourg à Marseille.

Plusieurs villes possèdent une rue Serge-Gainsbourg : Toulouse, Clermont-Ferrand, Blagnac, Saint-Cyprien, Châteaubriant… La rue Serge-Gainsbourg de Clermont-Ferrand est inaugurée le 7 mars 2003, en présence de Jane Birkin, à l'occasion des trois ans d'existence de la Coopérative de Mai, la grande salle de musique de la ville, que jouxte cette rue.

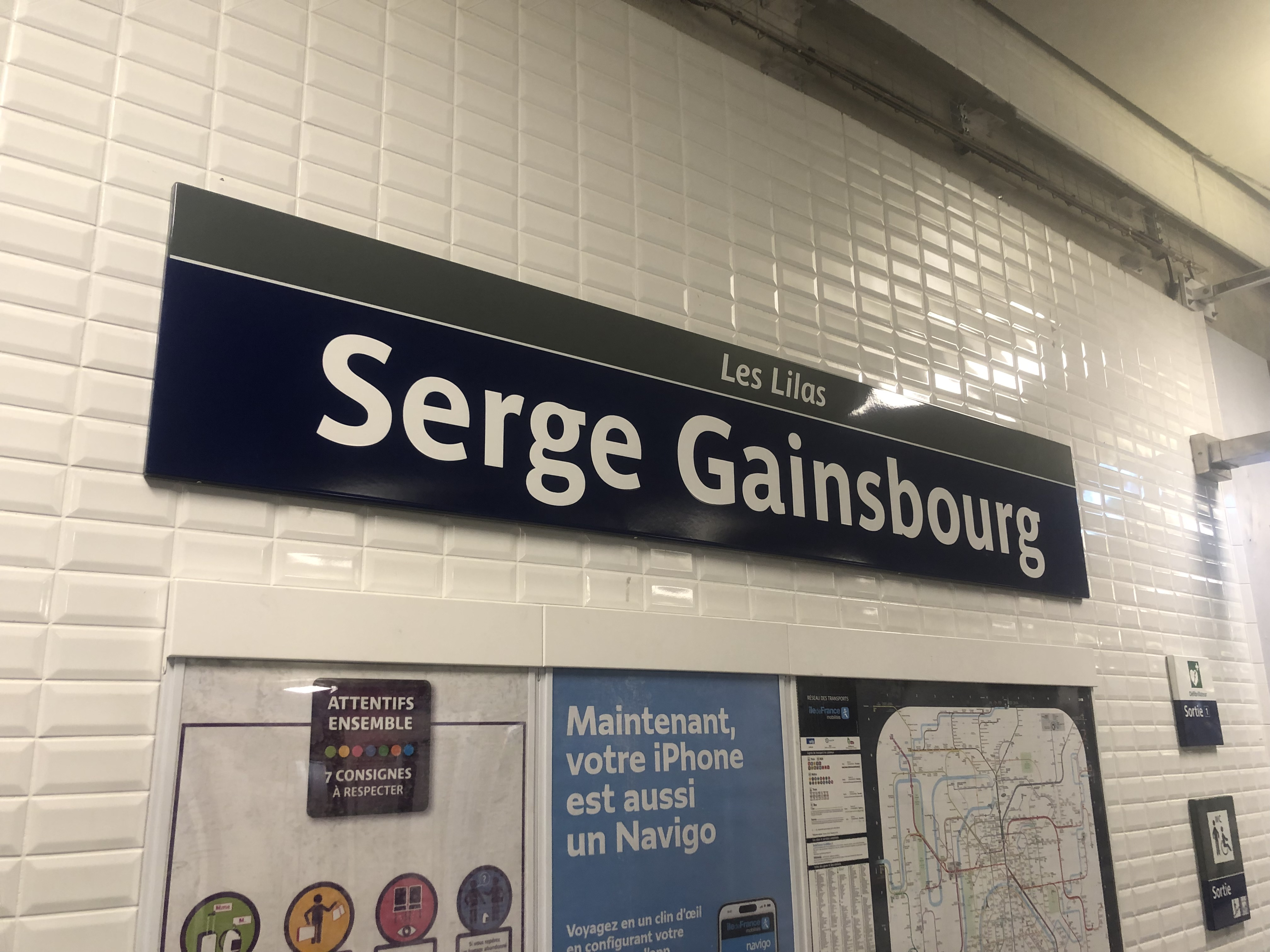
Station Serge Gainsbourg sur la ligne 11 du métro parisien

À la porte des Lilas, rendue célèbre par Le Poinçonneur des Lilas, un parc de 15 000 m2, construit au-dessus du boulevard périphérique, est inauguré sous le nom de jardin Serge-Gainsbourg, en juillet 2010, en présence de Jane Birkin et Charlotte Gainsbourg. Une station du métro parisien au même endroit, la station Serge Gainsbourg de la ligne 11, porte aussi son nom.
Dans le film Le Plus Beau Métier du monde en 1996, avec Gérard Depardieu dans le rôle principal, l'établissement scolaire au centre de l'intrigue s'appelle le « Collège Serge-Gainsbourg ».
Un buste en glaise de Serge Gainsbourg a été réalisé par le sculpteur Daniel Druet.
En novembre 2016, l'astéroïde de la ceinture principale (14600) Gainsbourg est nommé en son honneur.
En 2001, La poste française émet un timbre de 0,46 € à l'effigie de Serge Gainsbourg.

### Rétrospectives

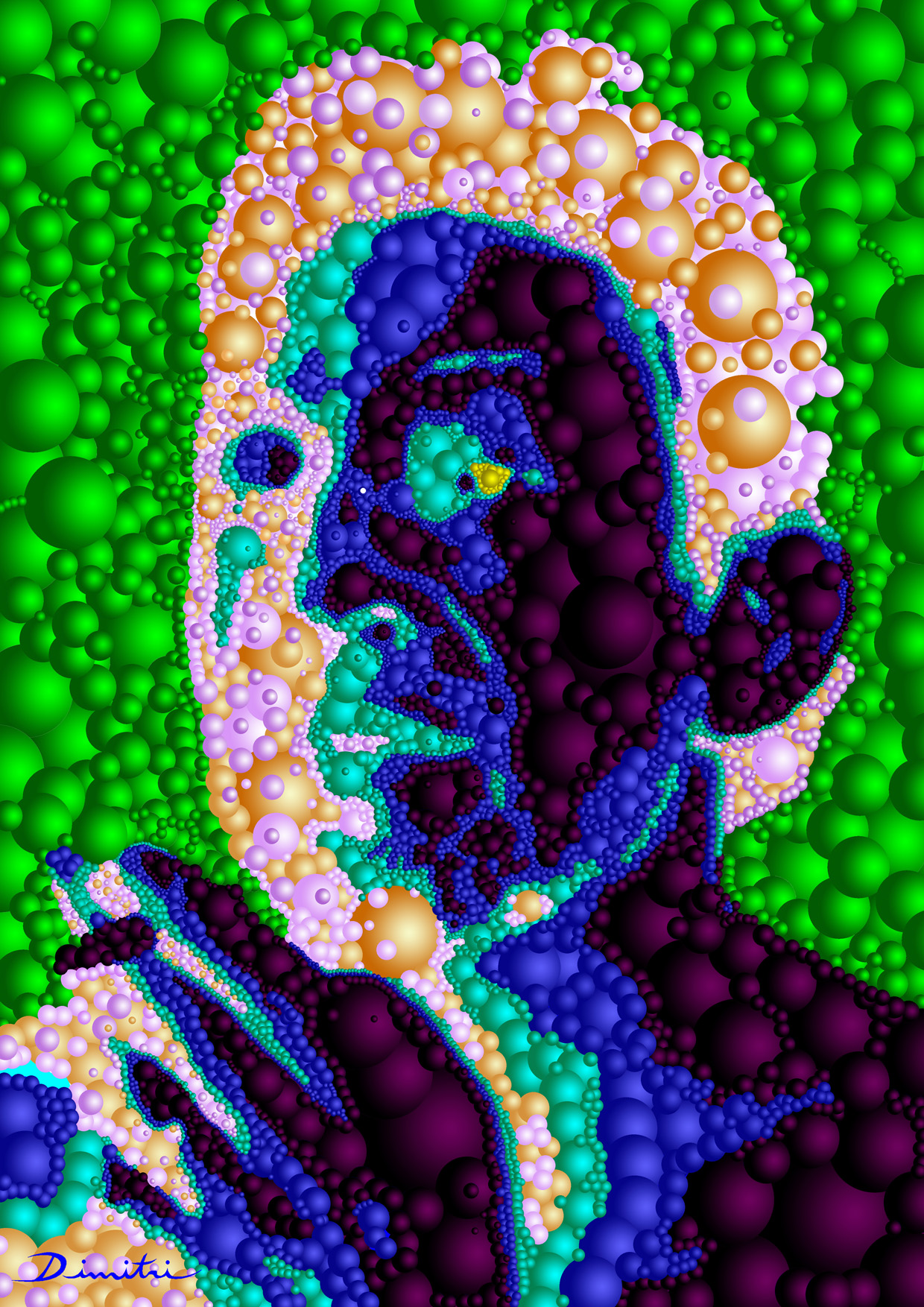
Image rémanente d’une exposition.

- 2005 (septembre à décembre) : Gainsbourg : Vu(es) de l'extérieur. 1re exposition sur Serge Gainsbourg. Médiathèque José Cabanis. Ville de Toulouse. En Partenariat avec l'Institut national de l'audiovisuel, VMA, la Cinémathèque de Toulouse, la Médiathèque associative « Les Musicophages ». Commissaires de l'exposition : Sylvette Peignon et Nicolas Clément. À travers de nombreuses vitrines thématiques : « Les influences », « Un grand parcours discographique » (période 1958 à 2005, Gainsbourg et interprètes), « Gainsbourg acteur », « Gainsbourg réalisateur », « Gainsbourg et la publicité »... Des conférences, des projections, des lectures, des rencontres musicales, cette exposition a eu pour ambition de soumettre au regard du public la complexité d'un personnage parfois bien éloigné de la figure médiatique « Gainsbarre »[1],[148].
- 2008–2009 : Le poinçonneur a 50 ans ! est une exposition très documentée sur les débuts de Serge Gainsbourg. À Lille (Maison folie de Moulins) du 14 novembre 2008 au 18 janvier 2009 - Commissaire d'exposition Sébastien Merlet avec la collaboration d'Olivier Julien[149],[150].Artiste d'art urbain représentant Gainsbourg (2010)

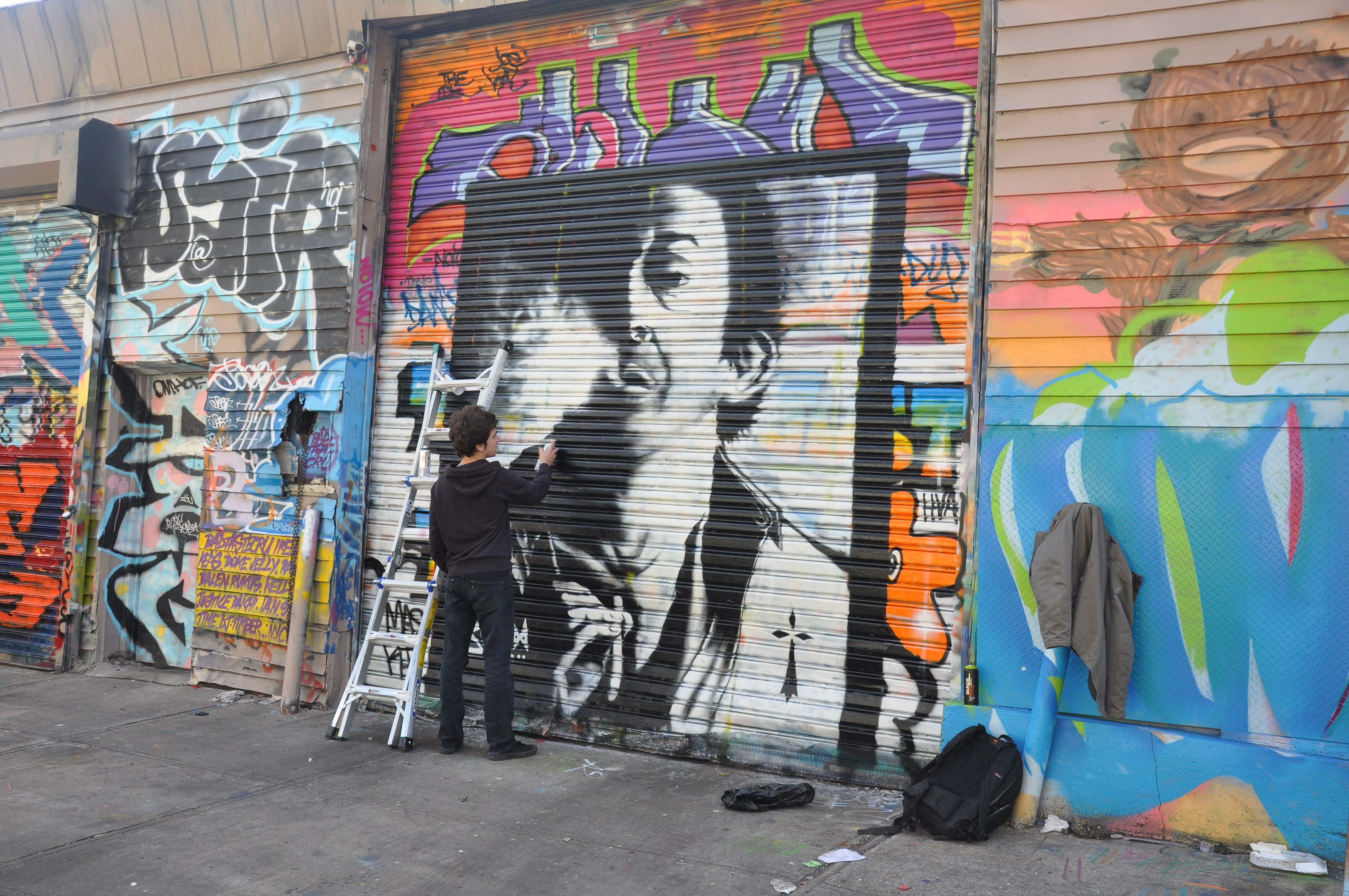
Artiste d'art urbain représentant Gainsbourg (2010)

- 2008–2009 : la Cité de la musique a consacré une exposition à Serge Gainsbourg du 20 octobre 2008 au 1er mars 2009 dont l'illustrateur sonore Frédéric Sanchez a été le commissaire d'exposition[151],[152].
- 2011 : Du 14 mars au 26 mars 2011, la médiathèque municipale de Bruay-la-Buissière a proposé l'exposition « Gainsbourg, black & white » ; 24 clichés plutôt rares datant d'entre 1958 et 1972, de divers photographes, y sont exposés[153].

### Statues
En 1981, une statue de Gainsbourg est inaugurée au musée Grévin à Paris.

## Pour approfondir

#### Ouvrages de référence
- Yannick Ribeaut, Gainsbourg Inside : Vu de l'intérieur, Bruxelles, Éditions Racine, 2011, 112 p. (ISBN 978-90-209-9701-9, lire en ligne)
- Gilles Verlant, Gainsbourg, Paris, Éditions Albin Michel, 2000, 774 p. (ISBN 978-2-226-12060-1)
- Yves-Ferdinand Bouvier et Serge Vincendet, Serge Gainsbourg : L'Intégrale et Cætera, Paris, Éditions Bartillat, 2005 (réimpr. 2009), 970 p. (ISBN 2-84100-341-8, lire en ligne)Réédition augmentée 2009 dans la collection Omnia, 992 p.  (ISBN 978-2841004614)
- Laurent Balandras, Les Manuscrits de Serge Gainsbourg : Chansons, brouillons et inédits, Paris, Éditions Textuel, 2006, 352 p. (ISBN 2-84597-176-1, lire en ligne)
- Alain-Guy Aknin, Philippe Crocq et Serge Vincendet, Le cinéma de Gainsbourg...affirmatif, Éditions du Rocher, 2007, 252 p. (ISBN 9782268060613)
- Alain Wodrascka (préf. Brigitte Bardot, avant-propos de Pierre Delanoë et d'Alain Souchon), Serge Gainsbourg : Over the rainbow, Paris, Éditions Didier Carpentier, 2010, 240 p. (ISBN 978-2-84167-444-2, lire en ligne)
- Aude Turpault, 5 Bis, Éditions Autour du Livre, collection Récits Rock, 2011, 176 p.  (ISBN 978-2916560-212)
- Stephan Streker, Gainsbourg : Portrait d'un artiste en trompe-l'oeil, Bruxelles/Paris, Éditions De Boeck, 1990, 170 p. (ISBN 2-8041-1370-1)
- Sébastien Merlet & Jérémie Szpirglas, texte de L'Intégrale, Universal, 2011
- Sébastien Merlet & Jérémie Szpirglas, texte de la réédition de L'Histoire de Mélodie Nelson, Universal, 2012
- Loïc Picaud, Gainsbourg l'intégrale : L'histoire de ses disques, Vanves, E/P/A, 2019, 432 p. (ISBN 978-2-37671-257-2).
- Sébastien Merlet, Christophe Geudin, Jérémie Szpirglas et Andy Votel, Le Gainsbook, Seghers, 2019.
- Bayon, Serge Gainsbourg mort ou vices, Grasset, 1992
- Chloé Thibaud, En relisant Gainsbourg, Editions Bleu Nuit, 2021, 144 p.  (ISBN 978-2358841122)
- (it) Marco Ongaro, Un poeta può nasconderne un altro - Il senso per la parola di Serge Gainsbourg, Caissa Italia Editore, 2021 (ISBN 978-88-6729-127-4)
- Pierre-Julien Brunet, Serge Gainsbourg - Écrire, s'écrire, Presses universitaires de Rennes, 2023.
- Julien Paganetti, Serge Gainsbourg. La Flamme du scandale, Editions Herscher, 2024,  (ISBN 978-2-7335-0486-4)

#### Biographies
- Éric et Christian Cazalot, Serge Gainsbourg le maître chanteur, Musicbook, 2004  (ISBN 2-84343-211-1)
- Karin Hann, Passionnément Gainsbourg, 2016  (ISBN 2-26808-203-2)
- Marie-Dominique Lelièvre, Gainsbourg sans filtre, Flammarion, 1994  (ISBN 2-08-066678-9)
- Christophe Marchand-Kiss, Gainsbourg, le génie sinon rien, Textuel (collection Passion), 2005  (ISBN 2-84597-167-2)
- Franck Maubert, Gainsbourg for ever, Scali, 2005  (ISBN 2-35012-030-9)
- Pierre Mikaïloff, Gainsbourg Confidentiel : les 1001 vies de l’homme à tête de chou, Éditions Prisma, 2016, 312 p. (ISBN 978-2-8104-1674-5, présentation en ligne)
- Lucien Rioux, Serge Gainsbourg, Seghers, 1986  (ISBN 2-221-04526-2)
- Yves Salgues, Gainsbourg ou la provocation permanente, Le Livre de poche, 1991
- Gilles Verlant & Isabelle Salmon, Gainsbourg et cætera (format CD-livre), Vade Retro, 1996  (ISBN 2-909828-18-2)
- Patrick Chompré, Jean-Luc Leray, Gainsbourg 5 bis, rue de Verneuil, PC, 2001
- Jean-Pierre Prioul, Charlotte Gainsbourg, Tony Frank (photographe), Gainsbourg 5 bis, rue de Verneuil, EPA, 2017
- Marie-Christine Natta, Serge Gainsbourg : Making of d'un dandy, Passés Composés, 2022, 384 p.  (ISBN 978-2-3793-3036-0)

### Autres documents
- Archives INA et audiovisuelles :
  - INA : France Gall et Serge Gainsbourg reçoivent leur prix des mains du chanteur italien Mario Del Monaco pour la chanson Poupée de cire poupée de son écrite et composée par Serge Gainsbourg et interprétée par France Gall. Grand prix Eurovision de la chanson du 20 mars 1965. Production : ORTF.
  - Série de quatre émissions radiophoniques proposées par Noël Simsolo en novembre 1982 . Rediffusion dans Les nuits de France Culture (janvier 2017) : 3 janvier, 4 janvier, 5 janvier, 6 janvier.

### Conférences
- Conférence du 15 octobre 2011 de la BnF en partenariat avec le Hall de la Chanson : Gainsbourg chez les yéyés ou J'irai t'chercher ma Lolita chez les yé-yé. Animée et chantée par Serge Hureau et Olivier Hussenet (versions vidéo et audio, 77 min).
- Conférence du 15 octobre 2011 de la BnF en partenariat avec le Hall de la Chanson : Chez les yéyés : un après-midi en chansons avec notamment une monographie de « Aux armes et cætera » par Gilles Verlant (versions vidéo et audio, 76 min).

### Autres sources
- Arnaud Viviant, « Gainsbourg, anar majeur »(Archive.org • Wikiwix • Archive.is • Google • Que faire ?), sur regards.fr, 7 novembre 2008 (consulté le 28 août 2013)
- Guillaume Sorel, « Leçon de style avec Serge Gainsbourg »(Archive.org • Wikiwix • Archive.is • Google • Que faire ?), sur the-yers.fr, 4 octobre 2011 (consulté le 28 août 2013)
- Dossier « Gainsbourg l'original », dans les archives de la Radio télévision suisse en ligne. [vidéo]